# Benjamín Barán Cegla
Benjamín Barán Cegla (Asunción, 11 de diciembre de 1957) es un científico, ingeniero electrónico y docente paraguayo. Doctor en Ciencias, en Ingeniería de Sistemas y Computación de la Universidad Federal de Río de Janeiro con especialidad en Computación Paralela y Distribuida. Es columnista científico del medio especializado y centro de divulgación Ciencia del Sur. Desde noviembre de 2023 es ministro-presidente del Consejo Nacional de Ciencia y Tecnología (CONACYT)
Con más de un centenar de trabajos científicos publicados en más de 20 países, viene dirigiendo varios grupos de investigación y desempeñándose como docente de la Universidad Nacional de Asunción (a la fecha como profesor titular y coordinador del 1° doctorado en Ingeniería) y de la Universidad Católica de Asunción (profesor titular), por más de 25 años, con anteriores experiencias docentes en España, Brasil, Estados Unidos, Colombia y Venezuela. Además, desde hace casi dos décadas viene trabajando como consultor para importantes organismos internacionales como BID, Programa de las Naciones Unidas para el Desarrollo (PNUD), Organización de los Estados Americanos (OEA), Banco Mundial, Unesco y UIT. Colaborando en destacados proyectos nacionales en instituciones como Itaipú Binacional, Ministerio de Hacienda, Banco Central del Paraguay, superintendencia de Bancos, Poder Judicial, Fiscalía General de la República, Ministerio de Industria y Comercio, Ministerio de Salud Pública y Bienestar Social, Ministerio de Justicia y Trabajo y dirección general de Estadísticas, Encuestas y Censos, entre otras. Asimismo, viene realizando proyectos tecnológicos para reconocidas empresas nacionales, como ser: cadena Superseis, Tigo, Transcom, Copaco, Financiera Familiar, Nexo, Estudio Berkemeyer, London Import, Sudameris, AT2000, Sanatorio Migone, CAJUBI, Inpaco y la Asociación Rural del Paraguay. A la fecha, es presidente del Centro Latinoamericano de Estudios en Informática.

## Distinciones y reconocimientos
- Premio Internacional denominado ¨Global Challenge Benjamin Meaker Visiting Professorship¨ (2019).  Otorgado por la Universidad de Bristol- Inglaterra.
- Trofeo Nacional Paraguay Open Robotics ¨Benjamín Barán¨ (2019). Evento Nacional abierto para alumnos de distintos colegios que compartieron sus experiencias con el uso de la robótica.
- Premio Nacional de Ciencia (2018) a la obra ganadora “Ubicación de Máquinas Virtuales para Infraestructuras Elásticas en Centros de Datos de Computación en Nube bajo Incertidumbre”.
- Reconocimiento por Conferencia en base a “Optimización por Colonia de Hormigas para mejorar la Distribución de una fábrica de motocicletas en Paraguay´´, 2016, Ecuador.
- Reconocimiento por Conferencia Magistral sobre“Computacion Cuántica´´ realizada en la Universidad de Guayaquil – Facultad de Ciencias Matemáticas y físicas.
- Reconocimiento de la Universidad Católica “Ntra Sra. de la Asunción” por los 35 años de docencia e investigación, otorgado por las altas autoridades universitarias en homenaje realizado en el Aula Magna, 2016.
- Reconocimiento por Conferencia en base a “Computacion en la nube´´ (Cloud Computing). Universidad San Francisco de Quito. , 2016, Ecuador.
- Reconocimiento de la Facultad de Ciencias y Tecnología de la Universidad Católica “Ntra Sra. de la Asunción” por los 35 años de docencia e investigación, otorgado en cena de gala por los 35 años de la Facultad, 2015.
- Premio Doña Nidia Sanabria de Romero. (nacional), Universidad Iberoamericana.
- Reconocimiento de la Facultad de Ingeniería de la Universidad Nacional de Asunción – FIUNA por los aportes a la investigación científica, otorgado en cena de gala por el señor rector y el señor decano en el año 2014.
- Orientador de la Tesis de Maestría de Fabio López “Multi-Objective Virtual Machine Placement with Service Level Agreement”, galardonada con el tercer lugar en el Concurso Latinoamericano de Tesis de Maestría 2014, organizado por CLEI.
- Honor al Mérito Latinoamericano en Informática otorgado por el Centro Latinoamericano de Estudios en Informática – CLEI en oportunidad de la XXXIX Conferencia Latinoamericana de Informática, CLEI’2013. Naiguatá, Vargas – Venezuela.
- Reconocimiento y Gratitud de la Facultad de Ingeniería de la Universidad Nacional de Asunción – FIUNA por la dedicación en beneficio de la formación de ingenieros, otorgado por el señor rector y el señor decano en el año 2013.
- Doctorado Honoris Causa por la Universidad Nacional del Este – UNE, del Paraguay por Resolución N.º 444/2012 del Honorable Consejo Superior Universitario de la UNE, año 2012.
- Reconocimiento del Consejo Latinoamericano de Estudios en Informática – CLEI, Medellín – Colombia, en asamblea general del 2012.
- Pan-american Prize of Scientific Computing - 2012, otorgado por la Pan-american Association of Computational Interdisciplinary Sciences – PACIS, en oportunidad de la 2nd CCIS (Conference of Computational Interdisciplinary Sciences), en Guanajuato - México. Agosto de 2012.
- Padrino de Honor de la 1º promoción de Ingeniería Mecánica de la Facultad de Ingeniería de la Universidad Nacional de Asunción – FIUNA, 2011.
- Miembro de la Comisión Científica Honoraria del PRONII a partir del año 2011, conforme acta 209/11 del CONACYT. Investigador activo Nivel III.
- Premio Excelencia, otorgado por el Rotary Club Trinidad. Mayo de 2007.
- Visita Ilustre de la Pontificia Universidad Católica de Valparaíso. Mayo de 2006.
- Mención biográfica en el libro Marquis Who’s Who in the World – 1999. 16° Edición, Reed Publishing – Estados Unidos. ISBN 0-8379-1121-4. Otras menciones en ediciones como la 19°, Who’s Who in the World in 2002.
- Mención de Honor del "Premio Nacional de Ciencias - 2002", otorgado por el honorable Congreso Nacional de la República del Paraguay, por los aportes del trabajo "Compensación Multiobjetivo de Potencia Reactiva".
- “Premio Nacional de Ciencias - 1996” otorgado por el Congreso Nacional en acto presidido por el presidente de la República, por los trabajos científicos en el área de los “Team Algorithms”.
- Nominación al Premio Interamericano de Ciencias "Bernardo A. Houssay - 1994" otorgado por el Consejo Interamericano para la Educación, la Ciencia y la Cultura de la Organización de Estados Americanos (OEA), por los aportes científicos en el campo de las ciencias matemáticas aplicadas a la computación.
- Mención de Honor del "Premio Nacional de Ciencias - 1994", otorgado por el honorable Congreso Nacional de la República del Paraguay, por los aportes de la tesis doctoral "Estudio de Algoritmos Combinados Asíncronos".
- Premio "Andrés Barbero - 1982", otorgado por la Sociedad Científica del Paraguay por los aportes de la tesis: Comunicaciones por Fibras Ópticas.
- Orientador de los 2 trabajos de tesis de grado de los alumnos J. Fernández y D. Pinto, ganadores del Primer Concurso Paraguayo de Tesis, realizado en el marco de las Jornadas de Informática y Telecomunicaciones 2005, organizado por las Universidad Católica del Paraguay y la Universidad Autónoma de Asunción.

## Fundador de CBA
La Consultora Barán y Asociados - CBA, es una empresa Paraguaya con más de una década de experiencia en diversas áreas tecnológicas, principalmente en: desarrollo de software, consultoría y proyectos informáticos, telecomunicaciones, infraestructura tecnológica (IT) y organización empresarial. La Consultora Barán y Asociados - CBA ha venido consolidando con sus clientes una estrecha relación basada en la integridad de sus profesionales, la experiencia, la alta calidad de sus servicios, la innovación continua y el crecimiento a través de la implementación de tecnología de punta. Con el paso del tiempo, la consultora se ha convertido en un verdadero referente tecnológico y compañero de negocios de sus principales clientes.

## Actividades docentes más importantes
- 2017	Profesor del Doctorado en Gestión Ambiental de la Universidad Nacional de Itapúa, dictando un curso sobre Metodología de la Investigación Científica.

- 2017	Profesor de la Maestría en Ingeniería Eléctrica de la Universidad Nacional del Este, dictando un curso sobre Métodos Heurísticos para la Resolución de Problemas de Ingeniería.

- 2016	Profesor del Doctorado en Educación de la Facultad de Filosofía de la UNA – FFUNA, auspiciado por el CONACYT, dictando materias como “Estadísticas Aplicadas a la Investigación Educativa” y “Nuevas Técnicas de TIC en Paraguay”.

- 2016	Profesor del Doctorado en Educación Superior de la Facultad de Filosofía de la UNA – FFUNA, dictando materias como “Taller de Tesis - Estadísticas”.

- 2016/7	Profesor de diversos cursos de postgrado en el área de algoritmos, computación cuántica y metodología de la investigación en universidades paraguayas como la UAA y la UNA, asesorando en los respectivos grupos de investigación y orientados trabajos de tesis.

- 2016	Profesor invitado al Weizmann Institute of Science en Rejovot – Israel, por invitación del Ministerio de Relaciones Exteriores de Israel.

- 2015	Profesor Invitado por el Centro de Investigación en Ingeniería Matemática - CI²MA de la Universidad de Concepción – Chile, para dictar curso de verano sobe “Optimización Multi-Objetivo en la Distribución de Agua”, enero – 2015.

- 2015	Profesor de diversos cursos de postgrado en el área de algoritmos, redes de computadoras y metodología de la investigación en universidades paraguayas como la UNE, la UNI y la UNA, asesorando en los respectivos grupos de investigación.

- 2014- 2015	Tutor de DCProfessional Development en las áreas de Datacenters y Computación en la Nube.

- 2010- hoy	Profesor Invitado de la Facultad Politécnica de la Universidad Nacional del Este – UNE, asesorando el grupo de investigación y varios trabajos de tesis tanto a nivel de pregrado como postgrado. Ciudad del Este – Paraguay.

- 1981-88	Profesor de la Facultad de Ciencias y  Tecnología de la Universidad Católica en diversas materias y	como ser Redes de Computadoras,   Sistemas Distribuidos,   Arquitectura de Computadoras,  Inglés
- 1993-hoy	Técnico,  Microprocesadores,  etc.  Coordinador y  miembro de varias mesas de tesis.

- 2005-hoy	Docente de la Facultad Politécnica de la Universidad Nacional de Asunción – FPUNA, a cargo de asignaturas como Últimos Avances en Telecomunicaciones. Coordinador del primer doctorado en ingeniería informática del Paraguay, dictando cursos de postgrado como Metodología de la Investigación, redes de Computadoras y Algoritmos Evolutivos. A la fecha, recontratado luego de la jubilación.

- 2014	Profesor invitado de la Universidad Nacional de Costa Rica - UNA, en Heredia - Costa Rica, dictando conferencias y un curso para profesores e investigadores sobre Computación Cuántica.

- 2013- 2014	Asesor de Investigación de la Universidad Nacional de Itapúa – UNI, asesorando el grupo de investigadores así como trabajos de tesis de alumnos. Encarnación – Paraguay.

- 2013	Curso de Introducción a la Computación Cuántica dictado en la Escuela Venezolana de Computación – EVI’2013, organizada por la Universidad de Los Andes, en Mérida – Venezuela, con apoyo de CLEI, FUNDACITE, FONACIT, CANTV y CDCHTA-ULA.

- 2012	Tutorial sobre “Optical Communications for Developing Countries” dictado en la State University of Zanzibar – SUZA de Tanzania, en calidad de experto del Working Group WG 6.9 de la International Federation for Information Processing - IFIP.

- 2012	Profesor de cursos de Postgrado dictados en la Universidad Nacional de Itapúa _ UNI, dictando primero un seminario sobre “Metodología de la Investigación Científica. Un enfoque Práctico en el Paraguay”, y organizando después un “Simposio sobre Metodología de la Investigación utilizando Internet”, en Encarnación – Paraguay.

- 2012	Profesor de diversos cursos de Maestría dictados en la Facultad Politécnica de la Universidad Nacional del Este, en Ciudad del Este.

- 2011-2012	Profesor de diversos cursos de Maestría dictados en el Parque Tecnológico Itaipu, por la Facultad Politécnica de la Universidad Nacional de Asunción, en Hernandarias.

- 1983-2010	Profesor Titular de la Facultad de Ingeniería - UNA por Resolución 7257-00-98. Coordinador de varios trabajos de tesis. A la fecha jubilado por resolución DGJP N.º 2551 del 28 de septiembre de 2010.

- 1996-2007	Coordinador Académico de los cursos de “Maestría en Ingeniería de Sistemas” y de la “Maestría en Informática” organizado por la Universidad Nacional de Asunción con el auspicio de UNESCO. Profesor de diversas materias como: Arquitectura de Computadores y Sistemas Operativos, Redes de Computadoras y Métodos Numéricos.

- 1994-2007	Profesor Investigador y luego Coordinador de Investigación del Centro Nacional de Computación de la Universidad Nacional de Asunción, co-orientando trabajos de investigación de varios alumnos paraguayos realizando estudios de postgraduación en el exterior y en el país.

- 2001-2007	Profesor Invitado por la Universidad del Norte de Barranquilla – Colombia, dictando cursos de Postgrado en: Nuevas Tecnologías en Redes de Computadoras y Seguridad en Redes de Computadoras.

- 2004	Profesor Invitado por la Universidad de Gerona – España, dictando cursos sobre optimización multiobjetivo en redes de computadoras utilizando algoritmos evolutivos.

- 1997-2004	Miembro de varias mesas de tesis de postgrado (Maestría y Doctorado) en diversas universidades latinoamericanas.

- 2003	Profesor Invitado por la Universidad Complutense de Madrid . Proyecto AECI.

- 1994-96	Asesor del Grupo de Montevideo en el área de Matemáticas Aplicadas, representando a la UNA.

- 1994	Profesor del curso de “Posgrado de Economía y Empresas”, organizado por el Fundación de Graduados en Ciencias Económicas con el auspicio de la UNA y la Universidad de Santiago de Chile.

- 1992-94	Profesor Invitado, como investigador del Laboratorio de Computación Paralela. COPPE. Universidad Federal de Río de Janeiro. Brasil.

- 1987-88	Director del Departamento de Electrónica de la Universidad Católica del Paraguay, responsable por iniciar las carreras de Ingeniería Electrónica e Ingeniería en Informática.

- 1987-88	Miembro del Consejo Directivo del Centro Latinoamericano de Estudios en Informática - CLEI.

- 1985-87	Teaching Assistant del Departamento de Ingeniería Eléctrica y Computación de "Northeastern University", Boston - MA, Estados Unidos.

- 1984-88	Profesor del Instituto de Ingeniería Electrónica de la UNA, en materias como: Sistemas de Comunicaciones, Sistemas Digitales, Probabilidades y Procesos Estocásticos. Orientador de varias tesis.

- 1984-85	Presidente de la Mesa de Física del examen de Ingreso de la Facultad de Ingeniería de la UNA.

- 1980-83	Ayudante de cátedra de Física III de la Facultad de Ingeniería de la UNA.

- 1978-82	Ayudante de cátedra de Física I de la Facultad de Ingeniería de la UNA.

- 1975-79	Profesor de Radio y Televisión de la Escuela Edison.

## Principales proyectos y publicaciones relativas
- 2017	“Estudio de factibilidad para el desarrollo e implementación de una misión satelital del Paraguay”, Proyecto Conacyt PINV15-1052, en el marco del Programa Paraguayo para el Desarrollo de la Ciencia y Tecnología. Componente I. “Fomento a la Investigación Científica”. Subcomponente I.1. “Fondos Concursables de Proyectos de Investigación y Desarrollo”, en calidad de Investigador Principal. Parque Tecnológico Itaipu – PTI, Asunción – Paraguay.

- 2017	“Centro de Datos Definidos por Software (Software Defined Data Center - SDDC)”, Proyecto Conacyt PINV15-781, en el marco del Programa Paraguayo para el Desarrollo de la Ciencia y Tecnología (PROCIENCIA), Convocatoria 2015 en calidad de Investigador Principal. Facultad Politécnica de la Universidad Nacional del Este – FPUNA y Parque Tecnológico Itaipu – PTI, Ciudad del Este – Paraguay.

- 2015/7	“Design and Model of an Optimal System for Urban Freight Distribution for critical and heterogeneous Km2 in Guayaquil and Quito cities in Ecuador - DEMOSDUM”, financiado por el Regional Program MATH-AmSud (http://www.mathamsud.org/). Resumen publicado en la revista Frontiers, edición 62 del MIT CTL (http://ctl.mit.edu/pub/newsletter/supply-chain-frontiers-62-big-city-focus-ecuadors-mobility-master-plan).

- 2010	“Arquitectura LNN para computadores cuánticos”. Proyecto patrocinado por la Facultad Politécnica, en el marco de la Convocatoria 2010 para Proyectos de Investigación de la Universidad Nacional de Asunción – Paraguay.

- 2009	“Ubicación de Conversores de Longitudes de Onda en Redes ópticas”. Proyecto patrocinado por la Facultad Politécnica, en el marco de la Convocatoria 2009 para Proyectos de Investigación de la Universidad Nacional de Asunción – Paraguay.

- 2009	 “Energía y Medio Ambiente” Workshop, disertando sobre el tema “Solving the multi-objective reactive compensation problem”. Asunción Paraguay.

- 2006/8	“Tecnología GRID como motor del desarrollo regional”. Proyecto de la Red Iberoamericana para el Desarrollo de la Ciencia y la Tecnología, aprobado en la XXVI Asamblea General de CYTED. Representante de Paraguay.

- 2007	“Algoritmos Meméticos para Optimización Multi-objetivo”. Proyecto patrocinado por la Facultad de Ingeniería, como uno de los seleccionados en el marco de la Convocatoria 2007 para Proyectos de Investigación de la Universidad Nacional de Asunción – Paraguay.

- 2006	“Algoritmos de optimización multi-objetivos basados en colonias de hormigas”. Proyecto patrocinado por la Facultad Politécnica, como uno de los seleccionados en el marco de la Convocatoria 2006 para Proyectos de Investigación de la Universidad Nacional de Asunción – Paraguay.

- 2003	“Ingeniería de tráfico multicast utilizando optimización multiobjetivo.” Ganador del concurso de proyectos de investigación 2003 de la Universidad Católica "Nuestra Señora de la Asunción" Sede Regional Asunción – Paraguay.

- 2003	Participación del Working Group 2 de la World International Technology Forum – WITFOR 2003, organizado por ITU, IFIP y UNESCO, con R. Puigjaner y A. El-Sherbini, presentando una ponencia sobre “Building the Infraestructure” en Vilna, Lituania.

- 2003	Firmante del Convenio de Cooperación Científica “Algoritmos Multiobjetivos aplicados a la Partición y Ubicación para Sistemas Multi-FPGA.” entre el Departamento de Arquitectura de Computadoras y Automática de la Facultad de Ciencias Físicas de la Universidad Complutense de Madrid y el Centro Nacional de Computación de la Universidad Nacional de Asunción, con trabajos en la UCM - España.

- 2001/3	Participación por Paraguay en el proyectos RITOS-2 de la Red Iberoamericana de para el Desarrollo de Ciencia y la Tecnología – CYTED, con varias ponencias en la casa de España de Cartagena de las Indias.

- 1999	“Workshop on Information Technology Research to Solve Global Problems”, a invitación de la National Science Fundation de los Estados Unidos y la Organización de los Estados Americanos. Manzanillo – México.

- 1998	“Red Nacional del Sector Público Paraguayo", en coautoría con A. Cassignol. REDES’98 en el marco de la 27° JAIIO y la IX CLAIO. Bs. Aires – Argentina.

- 1998	Director del proyecto de investigación: “Ant Colony Systems”, aprobado por el Departamento de Investigaciones (DIPRI) de la UNA.

- 1997	“La Red Nacional del Sector Público", II Congreso Interamericano del CLAD, Panel sobre “El factor tecnológico en la administración de los recursos del estado en Paraguay”, Isla Margarita, Venezuela.

- 1997	“Minimización del Caudal Turbinado de una Represa Hidroeléctrica Utilizando el Concepto de A-Teams", en coautoría con E. Chaparro y N. Cáceres, CITA’97, Asunción, Paraguay.

- 1997	“Descomposición Solapada de Sistemas de Ecuaciones Lineales para su Resolución en Sistemas Distribuidos Heterogéneos", en coautoría con D. Benítez, CITA’97, Asunción, Paraguay.

- 1997	“Red Metropolitana del Sector Público Paraguayo”, en coautoría con A. Cassignol, XX Taller de Ingeniería de Sistemas “Gestión y Tecnología para América Latina”,  Universidad de Chile, Santiago de Chile. Resumen en revista INFORMÁTICA MAGAZINE N° 25.

- 1997	“Red de Computadoras del Banco Central del Paraguay”, en coautoría con G. Gaona, XX Taller de Ingeniería de Sistemas “Gestión y Tecnología para América Latina”,  Universidad de Chile, Santiago de Chile.

- 1997	Director del proyecto de investigación: “A-Teams”, Departamento de Investigaciones  (DIPRI) de la UNA.

- 1997	Director del proyecto sobre “Alta precisión en computadores de alto desempeño” entre las universidades Nacional de Asunción - Paraguay (UNA) y Federal de Río Grande del Sur - Brasil (UFRGS), auspiciado por UNESCO. Contrato ED 896756-6.

- 1996	“Partición de Sistemas Eléctricos en Subsistemas menores para su Resolución Distribuida” , en coautoría con D. Benítez y R. Ramos. II SESEP organizado por el Comité Nacional Paraguayo de CIGRÉ. Asunción.

- 1995	Director del proyecto de investigación: Partición de Problemas para su Resolución en Sistemas Distribuidos. Proyecto aprobado por el Departamento de Investigaciones  (DIPRI) de la UNA.

- 1995	“Partición de Sistemas Lineales para su Resolución en Sistemas Distribuidos”, en coautoría con alumnos de graduación, II Congreso Internacional de Tecnología y Aplicaciones Informáticas, VIII Panel Nacional de Informática. Asunción - Paraguay.

- 1995	“Implementación del Método del Punto de Colapso en un Sistema de Procesamiento Distribuido”, en coautoría con alumnos de graduación, II Congreso Internacional de Tecnología y Aplicaciones Informáticas, VIII Panel Nacional de Informática. Asunción - Paraguay.

- 1995	“Algoritmos Genéticos Combinados y Paralelos”, en coautoría con N.Cáceres y E.Chaparro, II Congreso Internacional de Tecnología y Aplicaciones Informáticas, VIII Panel Nacional de Informática. Artículo de tapa de la revista INFORMÁTICA MAGAZINE, Año II, feb/96, re-editado en revista “Ingeniería Hoy”.

- 1994/5	Responsable científico del proyecto UNESCO sobre “Computación Distribuida y Paralela”, auspiciado por las universidades Católica (UCA) y Nacional de Asunción (UNA). Contrato: ROSTLAC 885.610-4.

- 1994	Director del proyecto: Cálculo del Punto de Colapso de un Sistema Eléctrico utilizando Team Algorithms. Proyecto aprobado por el Departamento de Desarrollo de Investigaciones (DDI) de la UNA.

- 1994	"Load Flow in a Distributed Asynchronous Environment". 1.er Seminario Nacional del Sector Eléctrico Paraguayo. I SESEP - CIGRE. Asunción - Paraguay.

- 1994	"Cálculo del Punto de Colapso", en coautoría. 1.er Seminario Nacional del Sector Eléctrico Paraguayo. I SESEP - CIGRE. Asunción - Paraguay.

- 1993	"Implementação paralela dos Team Algorithms para problemas de Fluxo de Potência Elétrica". Relatório Técnico CNPq. Proyecto 610381/92.0 Info/RHAE, proceso 360676/92.8. Río de Janeiro, Brasil.

- 1992	Proyecto en Computación Paralela y Distribuida, patrocinado por CNPq - Brasil; proceso 460021/92.3; por invitación del Eng. Design Research Center de la Carnegie Mellon University en Pittsburgh PA, así como del Dep. on Computer and Electrical Eng. de Northeastern University en Boston MA - Estados Unidos.

- 1992	Reporte Técnico: "Block Asynchronous Team Algorithms", en coautoría con E. Kaszkurewicz. Laboratorio de Computación Paralela. COPPE/Universidad Federal de Río de Janeiro - Brasil.

- 1991	"Algoritmos Combinados. Uma Aplicacão para Fluxo de Potencia". Reporte Técnico del Laboratorio de Computación Paralela de la COPPE/UFRJ. Monografía Doctoral dirigida por el Prof. D.M. Falcão. Brasil.

- 1991	"Medida do Assincronismo". Monografía Doctoral dirigida por el Prof. V.C. Barbosa. UFRJ, Brasil.

- 1989	"Métodos Iterativos Parcialmente Assíncronos". Seminario sobre Sistemas de Control en Ingeniería Eléctrica. Universidad Federal de Río de Janeiro, Brasil.

- 1979	Colaboración al Prof. Mario Gallardo en la construcción del primer LASER en el Paraguay. Laboratorio de Física de la Facultad de Ingeniería, UNA.

## Principales publicaciones científicas
- 2019 “A Quantum Adiabatic Algorihm for Multiobjetive Combinatorial Optimization”, con M. Villagra, Special Issue on Founations of Quantum Computing, de MDPI- AXIOMS 8, 32 (ISSN 2075-1680), disponible en : https://www.mdpi.com/2075-1680/8/1/32.
- 2019 “Spectrum Defragmentation in ElasticOptical Networks: Two Approaches withMetaheuristics”, con E. Dávalos, F. Romero, G. Galeano, D. Báez y A. Leiva. A ser publicado próximamente en IEEE Access.
- 2019 “Spectrum Defragmentation Algorithms in Elastic Optical Networks”, con S. Fernández-Martínez y D. Pinto-Roa. Revista Optical Switching and Networking de ELSEVIER, Vol. 34, Nov. 2019, Pg. 10-22, disponible en https://doi.org/10.1016/j.osn.2019.04.001.
- 2019 “Modelling City Logistics Scenarios in Ecuadorian Big Cities Based on Multi-Objective Two-Echelon Vehicle Routing Problems” con H. Eitzen, F. López-Pires, F. Sandoya y J.L. Chicaiza. Handbook of Research on Urban and Humanitarian Logistics.IGI Global, 2019.DOI: 10.4018/978-1-5225-8160-4.ch004
- 2019 “Evaluation of Two-Phase Virtual Machine Placement Algorithms for Green Cloud Datacenters“, con F. López-Pires, C. Pereira, M. Velázquez y O. González.2nd Workshop on Hot Topics in Cloud Computing Performance (HotCloudPerf 2019), Umea– Suecia.
- 2019 “Optimización Multiobjetivo de un DatacenterEmpresarial en Paraguay“, con J. Meden y F. Stuardo. XLV Conferencia Latinoamericana de Informática – CLEI 2019 Ciudad de Panamá – Panamá.
- 2019 “Ubicación de Máquinas Virtuales con diversos Hipervisores, un enfoque Multi-Objetivo utilizando Algoritmos Meméticos“, con V. Careaga. XLV Conferencia Latinoamericana de Informática – CLEI 2019 Ciudad de Panamá – Panamá.
- 2019 “Sistema híbrido de recomendación. Un sistema multi-objetivo no convencional“, con M. Baveray U. Yael. XLV Conferencia Latinoamericana de Informática – CLEI 2019 Ciudad de Panamá – Panamá.
- 2019 “Estudio de Factibilidad para la primera misión satelital del Paraguay“, con E. Buzarquis. Aceptado para publicación en la Revista Electrónica Argentina-Brasil de Tecnologías de Información de Comunicación.
- 2019 “Multi-Objetive Government Perspective for Three-Echelon Vehicle Routing“, con F. López-Pires y D. Kang. Conferencia de la Sociedad Israelí de Investigación de Operaciones- ORSIS’2019, Shefayim-Israel.
- 2019 “Reconfiguración Óptima de Sistemas Eléctricos de Distribución Radiales mediante Beta-Radialidad y Priorización de interruptores“, con N. Cáceres y E. Chaparro. XVIII ERIAC (Encuentro Regional Ibero-Americano de CIGRE), Foz do Yguazu-Brasil.
- 2019 “Algoritmos Evolutivos. Sus bases biológicas y sus aplicaciones para la resolución de problemas de optimización multiobjetivo en la Industria Química”, con C. Oviedo y M. Galeano. III Congreso Internacional e Interdisciplinar ALEXANDER VON HUMBOLDT – AIMÉ BONPLAND, organizado por la Sociedad Científica del Paraguay, Asunción – Paraguay.
- 2018 “Ruteo de Vehículos Multi-Objetivo en dos niveles para Logística Urbana Inteligente”, con H. Eitzen, F. López-Pires, F. Sandoya, J.L. Chicaiza y C. Suárez. Revista de la Sociedad Científica del Paraguay, Vol. 23, N.º 1, 2018. ISSN 0379-9123.
- 2018 “Análisis del Sector Energético del Paraguay. Balance Energético de Energía Útil 2011”, con R. Amarilla, E. Buzarquis, E. Riveros, F. Fernández y G. Blanco. Revista de la Sociedad Científica del Paraguay, Vol. 23, N.º 1, 2018. ISSN 0379-9123.
- 2018 “An overview on evolutionary algorithms for many‐objective optimization problems”, con C. von Lücken y C. Brizuela. Wiley Interdisciplinary Reviews: Data Mining and Knowledge Discovery 2018; e1267. DOI 10.1002/widm.1267.
- 2018 “Maximum Diversity Problem. A Multi-Objective Approach”, con K. Vera, F. López y F. Sandoya. CLEI Electronic Journal – CLEIej, Vol. 21, N.º 2, Paper 1.
- 2018 “A Survey on Algorithmic Aspects of Virtual Optical Network Embedding for Cloud Networks”, con E. Dávalos. IEEE Access, vol. 6, pp. 20893-20906. DOI 10.1109/ACCESS.2018.2821179. Disponible en:
- 2018 “A Novel Performance Metric for Virtual Network Embedding Combining Aspects of Blocking Probability and Embedding Cost”, con E. Dávalos. De Giusti A. (editor) Computer Science – CACIC 2017. Communications in Computer and Information Science, vol 790. Editorial Springer, pg. 209-218.
- 2018 “A Novel Performance Metric for Virtual Network Embedding Combining Aspects of Blocking Probability and Embedding Cost”, con E. Dávalos. De Giusti A. (editor) Computer Science – CACIC 2017. Communications in Computer and Information Science.
- 2018 “Towards Elastic Virtual Machine Placement in Overbooked OpenStack Clouds under Uncertainty” con F. López- Pires y otros. Sesión de Póster de la Primera Jornada de Divulgación Científica del Alto Paraná, CDE- Paraguay.
- 2018 “Machine Learning Opportunities in Cloud Computing Datacenter Management for 5G Services”  con F. López y otros.  Sesión de Póster de la Primera Jornada de Divulgación Científica del Alto Paraná, CDE- Paraguay.
- 2018 “Reconfiguración Deterministica de Sistemas Eléctricos Radiales Basada en Bloques Lineales”  con N. Cáceres y E. Chaparro. Sesión de Póster del III Encuentro de Investigadores de la Sociedad Científica del Paraguay, Asunción- Paraguay.
- 2018 “Estudio de Factibilidad para la primera Misión Satelital en Paraguay”  con E. Buzarquis y J. Domaniczky. Sesión de Poster del III Encuentro de Investigadores de la Sociedad Científica del Paraguay, Asunción- Paraguay.
- 2018 “Multiobjetive Optimization Grover Adaptive Search”, con M. Villagra. Capítulo del libro “Recent Advances in Computational Optimization” a ser publicado por SPRINGER en el 2019.  DOI 10.1007/978-3-319-99648-6_11.
- 2018 “Ubicación Multi-Objetivo de Centros de Distribución: Un Algoritmo Evolutivo”, con R.  Aquino y F.  López-Pires.  VI Seminario Argentina-Brasil de Tecnologías de la Información y la Comunicación- SABTIC’2018, Entre Ríos, Argentina.
- 2018 “Machine Learning Opportunities in Cloud Computing Datacenter Management for 5G Services”, F. López- Pires . ITU Kaleidoscope 2018 Academic Conference, Santa Fe- Argentina.
- 2018 “A Serial Optimization and Link-oriented based Routing approach for RMLSA in Elastic Optical Networks.  A comparison among ILP based solution approaches”, I. Rios,  Bogado, D. Pinto-Roa y B. Barán.  X Latin – American Networking Conference – LANC’2018, realizado en el marco de la XLIV CLEI – Conferencia Latinoamericana de Informática. Sao Pulo- Brasil.
- 2018 “City Government Perspectives for Multi-Objetive Urban Goods Movement” , con F. López,  H. Eitzen, R. Aquino , F. Sandoya,  J. Chicaiza y C. Suárez.  2018 MIT SCALE LATIN AMERICA. MIT Supply Chain and Global Logistics Excellence (SCALE) Network for Latin America. Center for Transportation & Logistic. Massachuesetts Institute of Techonology, Cambridge, MA, Estados Unidos.
- 2018 “Towards Elastic Virtual Machine Placement in Overbooked OpenStack Clouds under Uncertainty” , con F. López-Pires, C. Pereira, M. Velázquez y O. González. VI Jornadas de Cloud Computing & Big Data. Facultad de Informática , Universidad Nacional de la Plata- Argentina.
- 2018 “A Government Perspective for Two-Echelon Vehicle Routing. A Multi-Objetive Evolutionary Approach.”, con F. López-Pires y H. Eitzen. International Conference on Industrial Logistics- ICIL’2018, Ben-Gurion University, Beer Sheva-Israel.
- 2017	“Virtual machine placement for elastic infrastructures in overbooked cloud computing datacenters under uncertainty”, con F. López-Pires, L. Benítez, S. Zalimben y A. Amarilla, Future Generation Computer Systems, Elsevier. In Press, Accepted Manuscript, desde setiembre de 2017, ver:

http://www.sciencedirect.com/science/article/pii/S0167739X17303126
- 2017	“Linear nearest neighbor optimization in quantum circuits: a multiobjective perspective”, con D. Ruffinelli Quantum Information Processing, Springer, 2017.
- 2017	“Resource allocation for cloud infrastructures: Taxonomies and research challenges”, con F. López-Piris. Capítulo 10 del libro Research Advances in Cloud Computing, Springer, 2017.
- 2017	“Many-objective optimization for virtual machine placement in cloud computing”, con F. López-Piris. Capítulo 11 del libro Research Advances in Cloud Computing, Springer, 2017.
- 2017	“Many-Objective Virtual Machine Placement”, con F. López. Journal of Grid Computing – Editorial Elsevier. DOI:10.1007/s10723-017-9399-x.
- 2017	"A novel performance metric for Virtual Network Embedding combining aspects of Blocking Probability and Embedding Cost", con E. Dávalos. XXIII Congreso Argentino de Ciencias de la Computación - CACIC 2017, Universidad de La Plata – Argentina.
- 2017	"A Novel Multi-Objective Two-Echelon Green Location-Routing Problem from a City Government Perspective", con R. Aquino, F. López, F. Sandoya y J.L. Chicaiza. Congreso Internacional de Ciencias de la Computación y Sistemas de Información - CICCSI 2017, Mendoza – Argentina.
- 2017	"Templado Simulado para problemas de muchos objetivos. Una comparativa con MOEA/D", con E. Morales. Congreso Internacional de Ciencias de la Computación y Sistemas de Información - CICCSI 2017, Mendoza – Argentina.
- 2017	"El Problema de la Dispersión Máxima en un entorno Multi-Objetivo", con M. Machuca y F. Sandoya. XXIII Congreso Argentino de Ciencias de la Computación - CACIC 2017, Universidad de La Plata – Argentina.
- 2017	"Two-Phase Virtual Machine Placement Algorithms for Cloud Computing. An Experimental Evaluation under Uncertainty", con N. Chamas y F. López-Pires. Simposio Latinoamericano de Infraestructura, Hardware y Software 2017, en el marco de la XLIII Conferencia Latinoamericana de Informática - CLEI 2017 / 46 JAIIO (Jornadas Argentinas de Informática e Investigación de Operaciones), Córdoba – Argentina.
- 2017	"Multi-Objective Maximum Diversity Problem", con K. Vera, F. López-Pires y F. Sandoya. Simposio Latinoamericano de Investigación de Operaciones e Inteligencia Artificial 2017, en el marco de la XLIII Conferencia Latinoamericana de Informática - CLEI 2017 / 46 JAIIO (Jornadas Argentinas de Informática e Investigación de Operaciones), Córdoba – Argentina.
- 2017	"A Multi-Objective Two-Echelon Vehicle Routing Problem. An Urban Goods Movement Approach for Smart City Logistics ", con H. Eitzen, F. López-Pires, F. Sandoya y J.L. Chicaiza. Simposio Latinoamericano de Investigación de Operaciones e Inteligencia Artificial 2017, en el marco de la XLIII Conferencia Latinoamericana de Informática - CLEI 2017 / 46 JAIIO (Jornadas Argentinas de Informática e Investigación de Operaciones), Córdoba – Argentina.
- 2017	"Drug Cocktail Selection for the Treatment of Chagas Disease: a Multi-objective Approach ", con M. Torres, J.J. Cáceres, R. Jiménez, V. Yubero, C. Vega, M. Rolón, L. Cernuzzi y A. Paccanaro. Simposio Latinoamericano de Investigación de Operaciones e Inteligencia Artificial 2017, en el marco de la XLIII Conferencia Latinoamericana de Informática - CLEI 2017 / 46 JAIIO (Jornadas Argentinas de Informática e Investigación de Operaciones), Córdoba – Argentina.
- 2017	"Shape-based visual analysis of solutions for Multiobjective Optimization problems", con C. von Lücken, C. Brizuela, A.M. Ferreira y A.D. Fretes. Simposio Latinoamericano de Investigación de Operaciones e Inteligencia Artificial 2017, en el marco de la XLIII Conferencia Latinoamericana de Informática - CLEI 2017 / 46 JAIIO (Jornadas Argentinas de Informática e Investigación de Operaciones), Córdoba – Argentina.
- 2017	"Reducción Topológica para Reconfiguración Óptima Global de Sistemas Eléctricos de Distribución Radiales", con N. Cáceres y E. Chaparro. Simposio Argentino de Investigación Operativa 2017, en el marco de la XLIII Conferencia Latinoamericana de Informática - CLEI 2017 / 46 JAIIO (Jornadas Argentinas de Informática e Investigación de Operaciones), Córdoba – Argentina.
- 2017	“Cloud Computing Resource Allocation Taxonomies”, con F. López. International Journal of Cloud Computing Vol. 6, No. 3, 2017.
- 2017	“A Many-Objective Optimization Approach to the Maximum Diversity Problem”. Conferencia de la Sociedad Israelí de Investigación de Operaciones, ORSIS’2017, Tel Aviv – Israel.
- 2017	“Comparison of two types of Quantum Oracles based on Grover’s Adaptative Search Algorithm for Multiobjective Optimization Problems”, con G. Fogel y M. Villagra. 10th International Workshop on Computational Optimization - WCO'17, en el marco del “Federated Conference on Computer Science and Information Systems” – FedCSIS, Praga – República Checa.
- 2017	“Evaluating a Two-Phase Virtual Machine Placement Optimization Scheme for Cloud Computing Datacenters”, con A. Amarilla, L. Benítez, S. Zalimben y F. López-Pires. 12th Metaheuristics International Conference - MIC’2017, Barcelona – España.
- 2017	“Reconfiguración Determinística de Sistemas Eléctricos de Distribución de Topología Radial basados en Bloques Lineales”, con N. Cáceres y E. Chaparro. XVII Encuentro Regional Iberoamericano del CIGRE – XVIIeriac, Ciudad del Este – Paraguay.
- 2017	“Spatial exploration in Paraguay: State of the Art. A brief history for the project of the first satellite mission of the Republic of Paraguay”, con E. Buzarquis y R. Amarilla. Latin American Symposium on Small Satellites: Advanced Technologies and Distributed Systems. National University of San Martín, Campus Miguelete. Buenos Aires, Argentina.
- 2016	“A many-objective Ant Colony Optimization applied to the Traveling Salesman Problem”, con F. Riveros, N. Benítez y J. Paciello. Journal of Computer Science and Technology– CS&T, edited by Springer, Vol. 16, Nº 2, noviembre de 2016.
- 2016	“Experimental comparison of many-objective evolutionary preference-based methods in a parallel framework”, con C. von Lücken y C. Brizuela. Journal of Computational Interdisciplinary Science – edited by PACIS, Vol. 7, Issue 1, doi: 10.6062/jcis.2016.07.01.0103.
- 2016	“Multiobjective Optimization in a Quantum Adiabatic Computer”, con M. Villagra. Symposium on Theory of Computation (SLTC) en el marco de la XLII * Conferencia Latinoamericana de Informática, CLEI’2016. Valparaíso - Chile. Seleccionado como uno de los mejores artículos, es republicado en la revista Electronic Notes in Theoretical Computer Science (ENTCS) de ELSEVIER en la versión de noviembre de 2016 como ENTCS 329, pg. 27–38.
- 2016	“Optimización Multiobjetivo utilizando un Algoritmo Adaptativo de Grover basado en un Oráculo Efectivo”, con G. Fogel y M. Villagra. IEEE Aranducom 2016. Asunción - Paraguay.
- 2016	“Reconfiguración óptima global de redes de distribución a través de la Beta-Radialidad”, con N. Cáceres y E. Chaparro. IEEE Aranducom 2016. Asunción - Paraguay.
- 2016	“A Multiobjective Approach to Linear Nearest Neighbor Optimization for 2D Quantum Circuits”, con D. Ruffinelli. Symposium on Infrastructure, Hardware and Software (SLIHS) en el marco de la XLII Conferencia Latinoamericana de Informática, CLEI’2016. Valparaíso - Chile.
- 2016	“Workload Generation for Virtual Machine Placement in Cloud Computing Environments”, con J. Ortigoza y F. López. Symposium on Infrastructure, Hardware and Software (SLIHS) en el marco de la XLII Conferencia Latinoamericana de Informática, CLEI’2016. Valparaíso - Chile.
- 2016	“An Experimental Comparison of Algorithms for Virtual Machine Placement Considering Many Objectives”, con F. López-Pires, A. Amarilla, L. Benítez, R. Ferreira y S. Zalimben. IFIP/ACM 9th Latin-American Networking Conference (LANC) en el marco de la XLII Conferencia Latinoamericana de Informática, CLEI’2016. Valparaíso - Chile.
- 2016	“Simulated Annealing for Many Objective optimization problems”, con E. Morales. 35th International Conference of the Chilean Computer Science Society (SCCC) en el marco de la XLII Conferencia Latinoamericana de Informática, CLEI’2016. Valparaíso - Chile.
- 2016	“Multi-Objective optimization of monitoring well location for CO2 leakage detection”, con G. Royg y J.P. Nogues. 35th International Conference of the Chilean Computer Science Society (SCCC) en el marco de la XLII Conferencia Latinoamericana de Informática, CLEI’2016. Valparaíso - Chile.
- 2016	“A Multi-Objective Approach for VNE Problems using multiple ILP formulations”, con E. Dávalos, C. Aceval y V. Franco. CLEI Electronic Journal – CLEIej, Vol. 9, Nº 2, Paper 1.
- 2016	“Reconfiguración Óptima y Determinística de Sistemas Eléctricos de Distribución radiales basada en Bloques Lineales”, con N. Cáceres E. Chaparro. XII Seminario del Sector Eléctrico Paraguayo - XII SESEP organizado por CIGRÉ-Paraguay, Asunción – Paraguay.
- 2016	“Multiobjective Optimization in a Quantum Adiabatic Computer”, con M. Villagra. 5th International Conference on Engineering Optimization – EngOpt’2016, Cataratas del Iguazú, Brasil
- 2016	“Multiobjective Optimization of Monitoring Well Location for CO2 Leakage Detection”, con J.P. Nogués y G. Royg. 5th International Conference on Engineering Optimization – EngOpt’2016, Cataratas del Iguazú, Brasil
- 2016	“A Comparative Evaluation on Algorithms for Auction-based Cloud Pricing Prediction”, con S. Arévalos y F. López-Pires. IEEE International Conference on Cloud Engineering - IC2E’2016, Berlín – Alemania (https://web.archive.org/web/20180410032715/http://conferences.computer.org/IC2E/2016/).
- 2016	“A Genetic Algorithm for Dynamic Cloud Application Brokerage”, con L. Chamorro y F. López-Pires. IEEE International Conference on Cloud Engineering - IC2E’2016, Berlín – Alemania (https://web.archive.org/web/20180410032715/http://conferences.computer.org/IC2E/2016/).
- 2016	“A Taxonomy on Dynamic Environments for Provider-oriented Virtual Machine Placement”, con J. Ortigoza y F. López-Pires. IEEE International Conference on Cloud Engineering - IC2E’2016, Berlín – Alemania (https://web.archive.org/web/20180410032715/http://conferences.computer.org/IC2E/2016/).
- 2016	“Predicción de ingresos de causas penales mediante programación genética lineal”, con A. D. Garcete. Revista FPUNE Scientific de la FPUNE, CDE - Paraguay.
- 2016	“Optimización Multiobjetivo utilizando un Algoritmo Adaptativo de Grover basado en un Oráculo Efectivo”, con G. Fogel y M. Villagra. Póster presentado en el Simposio “Ciencia, Tecnología, Educación e Innovación” organizado por el Conacyt en Asunción - Paraguay.
- 2015	“Many-Objective Virtual Machine Placement for Dynamic Environments”, con D. Ihara y F. López-Pires. 8th IEEE/ACM International Conference on Utility and Cloud Computing, UCC’2015. Limassol -Chipre.
- 2015	“Predicción de Ingresos de Causas Penales utilizando Programación Genética Lineal”, con A. Garcete. XXI Congreso Argentino de Ciencias de la Computación, CACIC’2015. Junín – Argentina.
- 2015	“Un Enfoque Multiobjetivo en Redes Periódicas de Tiempo Continuo”, con D. Bosch y U. Yael. XXI Congreso Argentino de Ciencias de la Computación, CACIC’2015. Junín – Argentina.
- 2015	“Optimización Basada en Colonias de Hormigas: Una aplicación a la distribución de sobres”, con A. Ojeda y H. Kuna. XXI Congreso Argentino de Ciencias de la Computación, CACIC’2015. Junín – Argentina.
- 2015	“Optimización basada en Colonias de Hormigas para el Problema del Vendedor Viajante con muchos objetivos contradictorios”, con F. Riveros, N. Benítez y J. Paciello. XXI Congreso Argentino de Ciencias de la Computación, CACIC’2015. Junín – Argentina.
- 2015	“Entorno para Experimentación de Vulnerabilidades en la Enseñanza de Buenas Prácticas de Programación”, con U. Yael. XXI Congreso Argentino de Ciencias de la Computación, CACIC’2015. Junín – Argentina.
- 2015	“Auction-based Resource Provisioning in Cloud Computing. A Taxonomy”, con S. Arévalos y F. López. Simposio Latinoamericano de Infraestructura, Hardware y Software. XLI Conferencia Latinoamericana de Informática, CLEI’2015. Arequipa – Perú.
- 2015	“Protection with Quality of Service in optical WDM networks using Many-Objective Ant Colony Optimization”, con V. Ayala, T. Nuñez y J. Paciello. Simposio Latinoamericano de Infraestructura, Hardware y Software. XLI Conferencia Latinoamericana de Informática, CLEI’2015. Arequipa – Perú.
- 2015	“Un enfoque multi-objetivo en la resolución del problema VNE (Virtual Network Embedding)”, con E. Dávalos, C. Aceval y V. Franco. Simposio Latinoamericano de Infraestructura, Hardware y Software. XLI Conferencia Latinoamericana de Informática, CLEI’2015. Arequipa – Perú.
- 2015	“Asignación de recursos virtuales en redes ópticas con traffic grooming”, con E. Dávalos, M. Tilería y A. Yu. Simposio Latinoamericano de Infraestructura, Hardware y Software. XLI Conferencia Latinoamericana de Informática, CLEI’2015. Arequipa – Perú.
- 2015	“Performance metrics in multi-objective optimization”, con N. Riquelme y C. von Lucken. Simposio Latinoamericano de Investigación de Operaciones e Inteligencia Artificial. XLI Conferencia Latinoamericana de Informática, CLEI’2015. Arequipa – Perú.
- 2015	“Optimización de Enjambre de Partículas para Problemas de Muchos Objetivos”, con M. Torres. Simposio Latinoamericano de Investigación de Operaciones e Inteligencia Artificial. XLI Conferencia Latinoamericana de Informática, CLEI’2015. Arequipa – Perú.
- 2015	“Particle swarm optimisation algorithms for solving many-objective problems”, con M. Torres y U. Yael. Journal of Computational Interdisciplinary Science – edited by PACIS, Vol. 6, Issue 2, doi: 10.6062/jcis.2015.06.02.0095.
- 2015	“Generalization of the MOACS algorithm for Many Objectives. An application to motorcycle distribution”, con M. Laufer y G. Insaurralde, CLEI Electronic Journal, Volumen 18, Nº 2, Artículo 8, 2015.
- 2015	“A parallel approach to convert quantum circuits to an LNN architecture”, con E. Meza, J. Fernández y J. Lima, IARA Ninth International Conference on Quantum, Nano/Bio, and Micro Technologies - ICQNM’2015, Venecia, Italia.
- 2015	“An Improved Hirata Algorithm for Quantum Circuit LNN Conversion”, con A. Amarilla y J. Lima, IARA Ninth International Conference on Quantum, Nano/Bio, and Micro Technologies - ICQNM’2015, Venecia, Italia.
- 2015	“Dimensionality reduction in many-objective problems combining PCA and spectral clustering”, con C. von Lücken, H. Monzón y C. Brizuela. Sesión de póster de la conferencia “Genetic and Evolutionary Computation Conference” - GECCO’2015, Madrid - España.
- 2015	“Estimating electrical energy consumption using Linear Genetic Programming”, con J. Paciello, V. Cañete y N. Hernández. International Conference on Engineering & MIS (Management Information Systems), ACM ICEMIS 2015, organizador por la International Association of Researchers (IARES), Estambul, Turquía.
- 2015	“Clustering based parallel Many-objective Evolutionary Algorithms using the shape of the objective vectors”, con C. von Lucken y C. Brizuela. 8th International Conference on Evolutionary Multi-Criterion Optimization, EMO’2015. Guimarães, Portugal.
- 2015	“A Many-Objective Optimization Framework for Virtualized Datacenters”, con F. López. 5th International Conference on Cloud Computing and Services Science, CLOSER’2015. Lisboa, Portugal. Student Best Paper Award.
- 2015	“A Virtual Machine Placement Taxonomy” con F. López. 15th IEEE/ACM International Symposium on Cluster, Cloud and Grid Computing – CCGrid’2015, Shenzhen - China, 2015.
- 2015	“Multi-objective Optimization in Optical Networks” con D. Pinto-Roa. Capítulo 10 del libro Bio-Inspired Computation in Telecommunications, editado por Xin-She Yang, Su Fong Chien y T. O. Ting, Elsevier Inc., ISBN 978-0-12-801538-4.
- 2015	“Multi-objective Routing and Wavelength Converter Allocation under Uncertain Traffic” con D. Pinto-Roa y C. Brizuela. Optical Switching and Networking, Vol. 16, pg. 1–20, Editorial Elsevier (http://www.sciencedirect.com/science/article/pii/S157342771400112X?np=y).
- 2014	“Implementation of a distributed parallel in time scheme with Portable Extensible Toolkit for Scientific Computation”, con J.J. Cáceres y C. Schaerer. 7th Workshop on Computer Aspects of Numerical Algorithms en el marco del Federated Conference on Computer Science and Information Systems (FedCSIS) - CANA'14. Varsovia – Polonia.
- 2014	“A new variant of MOACS for many-objective TSP”, con F. Riveros, N. Benítez y J. Pacielo. Journal of Computational Interdisciplinary Science – edited by PACIS, Vol. 5, Issue 3, doi: 10.6062/jcis.2014.05.03.0090.
- 2014	“Generalización del algoritmo MOACS para Varios Objetivos. Una aplicación a la distribución de motocicletas”, con M. Laufer y M.G. Insaurralde. XL Conferencia Latinoamericana de Informática, CLEI’2014. Montevideo – Uruguay.
- 2014	“Implementación de un esquema de paralelización temporal distribuida usando PETSc”, con J.J. Cáceres y C. Schaerer. XL Conferencia Latinoamericana de Informática, CLEI’2014. Montevideo – Uruguay.
- 2014	“Infraestructura de Clave Pública en una Universidad del Paraguay”, con S. Cantero y F. Stuardo. VI Congreso Internacional de Computación y Telecomunicaciones, COMTEL’2014. Lima – Perú.
- 2014	“A survey on multi-objective evolutionary algorithms for many-objective problems”, con C von Lücken y C Brizuela. Computational Optimization and Applications, pg. 1-50. Springer US, ISSN 0926-6003.
- 2014	“Planificación de Rutas de Distribución de Motocicletas para una empresa Paraguaya utilizando Optimización por Colonia de Hormigas”, con G. Insaurralde y M. Laufer. Revista de la Sociedad Científica del Paraguay, Tercera Época, Año XV, Vol. 19, Nº 1, 2014. ISSN 0379-9123.
- 2014	“Implementing the Parareal method as a PETSc function”, con J.J. Cáceres y C. Schaerer. Sesión de Poster. Conference on Computational Interdisciplinary Science - CCIS’2014. Asunción – Paraguay.
- 2014	“Ant Colony Multi-objective Optimization Algorithms applied to the Reactive Power Compensation Problem”, con H.R. Benítez, R. Páez, D. Pinto y P. Gardel-Sotomayor. Conference on Computational Interdisciplinary Science - CCIS’2014. Asunción – Paraguay.
- 2014	“A Survey on Virtual Optical Network Embedding”, con E. Dávalos y D.P. Pinto-Roa. Conference on Computational Interdisciplinary Science - CCIS’2014. Asunción – Paraguay.
- 2014	“Experimental Comparison of Many-objective Evolutionary Preference-based Methods in a Parallel Framework”, con C. von Lucken y C. Brizuela. Conference on Computational Interdisciplinary Science - CCIS’2014. Asunción – Paraguay.
- 2014	“Solving a parallel in time Parabolic Differential Control Problem with PETSc”, con J.J. Cáceres y C. Schaerer. Conference on Computational Interdisciplinary Science - CCIS’2014. Asunción – Paraguay.
- 2014	“Energy Planning in terms of Useful Energy for the Republic of Paraguay”, con E. Buzarquisa1, J. Amatte, y G. Blanco. Sesión de Póster. Conference on Computational Interdisciplinary Science - CCIS’2014. Asunción – Paraguay.
- 2014	“Solving Many Objective Optimisation Problems with Harmony Search”, con D. Brassel, O. Brassel y J. Lima. Conference on Computational Interdisciplinary Science - CCIS’2014. Asunción – Paraguay.
- 2014	“Particle Swarm Optimisation Algorithms for solving many-objective problems”, con M. Torres y U. Yael. Conference on Computational Interdisciplinary Science - CCIS’2014. Asunción – Paraguay.
- 2014	“A new variant of MOACS for many-objective TSP”, con F. Riveros, N. Benítez y J. Paciello. Sesión de Póster. Conference on Computational Interdisciplinary Science - CCIS’2014. Asunción – Paraguay.
- 2013	“Multi-Objective Virtual Machine Placement with Service Level Agreement”, con F. López. 6th IEEE/ACM International Conference on Utility and Cloud Computing, UCC’2013. Dresde – Alemania
- 2013	“Ubicación óptima de máquinas virtuales. Un enfoque multiobjetivo”, con F. López y E. Melgarejo. Revista FPUNE Scientific, Nº 9, año 2013, pg. 11 – 19, ISSN 2222-2286. CDE – Paraguay.
- 2013	“A Multi-objective Approach for Routing and Wavelength Converter Allocation Under Uncertainty”, con D. Pinto y C.- Brizuela. 20th International Conference on Telecommunication – ICT’2013. Casablanca – Marruecos.
- 2013	“Ubicación de Máquinas Virtuales.  Un Enfoque Multi-Objetivo”, con F. López y E. Melgarejo. XXXIX Conferencia Latinoamericana de Informática, CLEI’2013. Naiguatá, Vargas – Venezuela.
- 2012	“Propuestas Multiobjetivas de la Metaheurística Harmony Search”, con G. Hütteman, J. Ricard y J. Lima. Revista de la Sociedad Científica del Paraguay, Tercera Época, Año XVII, Vol. 17, Nº 1, pg. 13-30. Junio 2012.
- 2012	“Revisión de Métodos de Protección de Redes Ópticas WDM con Tráfico Dinámico”, con E. Dávalos y D. Pinto. CLAIO/SBPO 2012, Conferencia Latinoamericana de Investigación Operativa. Río de Janeiro, Brasil.
- 2012	“Estado del arte en la conversión de circuitos cuánticos a la Arquitectura LNN”, con L. Frutos. IEEE ARANDUCON’2012. Asunción - Paraguay.
- 2012	“Operador de Corrección de Radialidad en la reconfiguración de sistemas de distribución eléctrica utilizando Algoritmos Genéticos”, con N. Cáceres y E. Chaparro. IEEE ARANDUCON’2012. Asunción - Paraguay.
- 2012	“Taxonomía de Ubicación Óptima de Máquinas Virtuales en Centros de Datos Eficientes”, con F. López Pires. IEEE ARANDUCON’2012. Asunción - Paraguay.
- 2012	“Ingeniería de tráfico en redes dinámicas periódicas en tiempo continuo con eras de duración estocástica”, con D. Bosch y U. Yael. IEEE ARANDUCON’2012. Asunción - Paraguay.
- 2012	“Ubicación estratégica de medidores digitales en un Sistema de Distribución de Potencia Eléctrica”, con G. Planás, E. Benítez y D. Pinto. IEEE ARANDUCON’2012. Asunción - Paraguay.
- 2011	“Routing and wavelength converter allocation in WDM networks: a multi-objective evolutionary optimization approach”, con D. Pinto-Roa y C. Brizuela. Photonic Network Communications. Volumen 22, Número 1, pg. 23-45. Springer. Agosto de 2011.
- 2011	“Multiobjective Harmony Search Algorithm Proposals”, con G. Hüttemann, J. Ricart y J. Lima. XXXVII Conferencia Latinoamericana de Informática, CLEI’2011. Quito – Ecuador. Seleccionado como uno de los mejores artículos, es republicado en revista Electronic Notes in Theoretical Computer Science (ENTCS) Volumen 281, en fecha 29 de diciembre de 2011, pag. 51-67.
- 2011	“A Cooperative game for Distributed Wavelength Assignment in WDM Networks”, con H. Caniza y A. Wich. IARIA Third International Conference on Evolving Internet – INTERNET 2011. Luxemburgo.
- 2010	“Reconfiguración de Tráfico Dinámico en Redes Ópticas WDM: Un enfoque basado en Algoritmos de Colonia de Hormigas”, con E. Dávalos y D. Pinto. XXXVI Conferencia Latinoamericana de Informática, CLEI’2010. Asunción – Paraguay.
- 2010	“Evolución de Reglas de Clasificación Binaria utilizando Programación Genética Lineal. Una Aplicación al Descarte de Ganado”, con M. Abente y J. Martínez. XXXVI Conferencia Latinoamericana de Informática, CLEI’2010. Asunción – Paraguay.
- 2010	“Metodología para el Monitoreo Efectivo de las Variaciones de Tensión de Corta Duración en Sistemas Eléctricos de Potencia”, con J. Campuzano, L. Salinas, P.Gardel y E. Dávalos. Congreso Internacional de Distribución de Energía Eléctrica - CIDEL’2010, Bs. Aires – Argentina.
- 2010 	“Routing in Periodic Dynamic Networks using a Multi-Objective Evolutionary Algorithm”, con U. Yael. ALIO/INFORMS 2010. Bs. Aires - Argentina.
- 2010 	“Optical Multicast Protection with Multi-objective Evolutionary Algorithm”, con D. Pinto y R. Lugo. ALIO/INFORMS 2010. Bs. Aires - Argentina.
- 2010	“Introduciendo la Computación Cuántica", con N. Fernández y N. Cardozo. Revista de la Sociedad Científica del Paraguay N° 27. ISBN 99925-862-3-0.
- 2009 - “Wavelength Converter Allocation in Optical Networks: An Evolutionary Multi-Objective Optimization Approach”, con D. Pinto y C. Brizuela. 9th International Conference on Intelligent Systems Design and Applications - ISDA’09. Pisa, Italia.
- 2009 - “Optimal Wavelength Converter Allocation: A New Approach Based MOEA”, con R. Maciel, M. Sobrino, D. Pinto y C. Brizuela. 5th IFIP/ACM Latin-American Networking Conf. - LANC 2009. Pelotas, Brasil.
- 2009 - “Una nueva propuesta de Templado Simulado Multiobjetivo”, con H. Meyer. XXXV Conferencia Latinoamericana de Informática, CLEI’2009. Pelotas, RS – Brasil.
- 2009 - “Estrategia Multiobjetiva de Compra de Energía y Potencia en el Sistema Eléctrico Paraguayo”, con P. Gardel y H. Checo. VIII Congreso Chileno de Investigación Operativa, OPTIMA 2009. Termas de Chillán – Chile.
- 2009 - “Optimizing p-Cycles Selection with MOEAs approach to protect WDM Optical Networks”, con C. Colmán y D. Pinto. 24th IFIP TC7 Conference on System Modeling and Optimization. Bs. Aires – Argentina.
- 2009 - “Multiobjective energy purchase strategy with an evolutionary algorithm”, con H. Checo y P. Gardel. 24th IFIP TC7 Conference on System Modeling and Optimization. Bs. Aires – Argentina.
- 2008 - “Macro-Economic Time-Series Forecasting Using Linear Genetic Programming ", con R. Sánchez y J. Martínez. Computational Intelligence in Economics and Finance - CIEF. 11th Joint Conference on Information Sciences JCIS’2008. Kylin Villa – Shenzhen, China.
- 2008 - “MASTERGOAL: an interesting testbed for AI techniques", con A. Samaniego y A. Alliana. GAME-ON'2008, organizado por EUROSIS (European Simulation Society). Valencia, España.
- 2008 - “Team Algorithms based on Ant Colony Optimization. A new Multi-Objective Optimization approach", con D. Pinto y C. Lezcano. 10th International Conference on Parallel Problem Solving From Nature - PPSN'2008. Alemania.
- 2008 - “Selección Óptima de p-Cycle en Redes WDM. Un enfoque basado en MOEA", con C. Colmán y D. Pinto. Congreso Colombiano de Comunicaciones IEEE – COLCOM’2008. Popayán - Colombia.
- 2008 - “Solving Multi-Objective p-Cycle Protection Problem in WDM Optical Networks with an Evolutionary Algorithm approach", con C. Colmán y D. Pinto. 7th International Information and Telecommunication Technologies Symposium IEEE – I2TS’2008.Foz do Iguaçu, Paraná - Brasil.
- 2008 - “Optimización por Enjambre de Partículas para Satisfacción de Fórmulas Booleanas”, con V. González y M. Villagra. XXXIV Conferencia Latinoamericana de Informática – CLEI’2008. Santa Fe - Argentina.2008 “Algoritmos Evolutivos en la Optimización de Funciones de Evaluación del Juego Mastergoal”, con A. Samaniego. XXXIV Conferencia Latinoamericana de Informática – CLEI’2008. Santa Fe - Argentina.
- 2008 - “Generación de modelos de estimación utilizando Programación Genética Lineal”, con J. Martínez y R. Sánchez. XXXIV Conferencia Latinoamericana de Informática – CLEI’2008. Santa Fe - Argentina.
- 2008 - “Selección Óptima de p-Cycle en Redes WDM. Un enfoque basado en Algoritmo Genético”, con C. Colmán y D. Pinto. XXXIV Conferencia Latinoamericana de Informática – CLEI’2008. Santa Fe - Argentina.
- 2008 - “Equipo de Algoritmos de Hormigas. Una nueva propuesta para Optimización Multiobjetivo”, con C. Lezcano y D. Pinto. XXXIV Conferencia Latinoamericana de Informática – CLEI’2008. Santa Fe - Argentina.
- 2008 - “Interconectando a los pueblos Latnoamericanos. El gran desafío”. Challenges Research in Latin-America- CharLA 2008 Workshop. Bs. Aires - Argentina.
- 2008 - “Pronóstico de Series de Tiempo utilizando Programación Genética Lineal ", con R. Sánchez y J. Martínez. Revista de la Sociedad Científica del Paraguay N° 23. ISBN 99925-862-3-0.
- 2007 - “Ant Colony Optimization with Adaptive Fitness Function for Satisfiability Testing”, con M. Villagra. Fourteenth Workshop on Logic, Language, Information and Computation – WoLLIC’2007. Río de Janeiro – Brasil.
- 2007 - “A Global Convexity Analysis on the MAX-SAT Domain”, con M. Villagra. 2nd International Conference on Bio-Inspired Models of Network, Information, and Computing Systems - BIONETICS 2007. Budapest – Hungría.
- 2007 - “Asynchronous Team Algorithms for Boolean Satisfiability”, con C. Rodríguez y M. Villagra. 2nd International Conference on Bio-Inspired Models of Network, Information, and Computing Systems - BIONETICS 2007. Budapest – Hungría.
- 2007 - “Routing and Wavelength Assignment over WDM Optical Networks. A Comparison between MOACOs and Classical approaches”, con A. Arteta y D. Pinto. IFIP/ACM Latin-American Networking Conference – LANC’2007. San José de Costa Rica. Premio Chevron.
- 2007 - “Optimización multiobjetiva del diseño de redes de distribución de agua utilizando Algoritmo Evolutivo”, con M. Duarte, D. Alviso y P. Gardel. XXXIII Conferencia Latinoamericana de Informática – CLEI’2007. San José de Costa Rica.
- 2007 - “Ubicación óptima de llaves telecomandadas en un sistema de distribución eléctrica utilizando un Algoritmo Evolutivo Multiobjetivo”, con A. Villasanti y P. Gardel. XXXIII Conferencia Latinoamericana de Informática – CLEI’2007. San José de Costa Rica.
- 2007 - “Equipo de Algoritmos Meméticos con Adaptación Multinivel para Optimización Multiobjetivo”, con M. Báez y D. Zárate. Revista de la Sociedad Científica del Paraguay. Tercera época – Año XI, N° 22. Asunción - Paraguay. ISSN 0379-9123.
- 2007 - “Learning-Based Approach for Postal Envelope Address Block Segmentation”, con H. Legal y J. Facon. XXXIII Conferencia Latinoamericana de Informática – CLEI’2007. San José de Costa Rica.
- 2007 - “Algoritmos Meméticos Adaptativos para Optimización Multi-Objetivo”, con M. Báez y D. Zárate. XXXIII Conferencia Latinoamericana de Informática – CLEI’2007. San José de Costa Rica.
- 2007 - “Asignación Óptima de Lightpath bajo requerimientos de QoS. Un enfoque multiobjetivo basado en MOEAs”, con C. Núñez y D. Pinto. XXXIII Conferencia Latinoamericana de Informática – CLEI’2007. San José de Costa Rica.
- 2007 - “Multiobjective Evolutionary Algorithms for Biological Multiple Sequence Alignment”, con M. Ruiz Olazar y E. Kaszkurewicz. International Workshop on Genomic Databases - IWGD'07. Angra dos Reis – Brasil.
- 2007 - “Asynchronous Team Algorithms”, con M. Villagra. Conference of the Israeli Operations Research Society – ORSIS’2007, sponsored by the Hebrew University of Jerusalem and IBM Research. Jerusalén – Israel.
- 2007 - “Ómicron SAT: Un algoritmo de Colonia de Hormigas para el problema de Satisfacción Booleana”, con M. Villagra. Revista de la Sociedad Científica del Paraguay. Tercera época – Año XI, N° 21. Asunción - Paraguay.
- 2006 - “Multiobjective Multicast Routing with Ant Colony Optimization”, con D. Pinto. 5th IFIP International Conference on Network Control & Engineering for QoS, Security and Mobility, en el marco del 9th IFIP World Computer Congress. Santiago de Chile.
- 2006 - “Global Convexity in the Bi-Criteria Traveling Salesman Problem”, con M. Villagra y O. Gómez. 1st IFIP International Conference on Artificial Intelligence in Theory and Practice, en el marco del 9th IFIP World Compute Congress. Santiago de Chile.
- 2006 - "Optimizing Múltiples Objectives in Dynamic Multicast Groups using a probabilistic BFS Algorithm", con Y. Donoso, R. Fabregat, F. Solano y J.L. Marzo. 5th International Conf. on Networking, ICN'06, Mauritius, 2006.
- 2006 - “Multitree-Multiobjective Multicast Routing for Traffic Engineering”, con J. Prieto y J. Crichigno. 1st IFIP International Conference on Artificial Intelligence in Theory and Practice, en el marco del 9th IFIP World Compute Congress. Santiago de Chile.
- 2006 - “Optimización de Enjambre de Partículas aplicada al Problema del Cajero Viajante Bi-objetivo”, con J. Lima. Revista Iberoamericana de Inteligencia Artificial, editada por la Asociación Española para la Inteligencia Artificial (ISSN 1137-3601 (c) AEPIA).
- 2006 - “Diseño de Topologías Virtuales en Redes Ópticas. Un enfoque basado en Colonia de Hormigas”, con C. Insfrán y D. Pinto. XXXII Conferencia Latinoamericana de Informática – CLEI’2006. Santiago de Chile.
- 2006 - “Algoritmos de Optimización multi-objetivos basados en colonias de hormigas”, con J. Paciello, H. Martínez y C. Lezcano. XXXII Conferencia Latinoamericana de Informática – CLEI’2006. Santiago de Chile.
- 2006 - “Arquitectura Distribuida DSOARA para Detección de Intrusos”, con M. Álvarez, J. Pane, y J. Levera. 7th Argentine Symposium on Computing Technology - AST 2006, en el marco de las 35° Jornadas Argentinas de Informática e Investigación Operativa – 35 JAIIO. Mendoza - Argentina.
- 2006 - “Equipo distribuido de algoritmos ACO multi-objetivos”, con H. Martínez y J. Paciello. VIII Argentine Symposium on Artificial Intelligence – ASAI, en el marco de las 35° Jornadas Argentinas de Informática e Investigación Operativa – 35 JAIIO. Mendoza - Argentina.
- 2006 - “Aplicación de Optimización de Enjambre de Partículas al Problema del Cajero Viajante bi-objetivo”, con J. Lima. VIII Argentine Symposium on Artificial Intelligence – ASAI, en el marco de las 35° Jornadas Argentinas de Informática e Investigación Operativa – 35 JAIIO. Mendoza - Argentina.
- 2006 - “Aplicación de un equipo de algoritmos ACO al VRPTW bi-objetivo”, con J. Paciello y H. Martínez. XIII Conferencia Latino-IberoAmericana de Investigación Operativa - CLAIO 2006. Montevideo - Uruguay.
- 2006 - “Comparación de técnicas de optimización por colonia de hormigas, algoritmo genético y heurística con optimizador local en el problema de compensación de potencia reactiva multiobjetivo”, con P. Gardel y U. Fernández. VII Seminario del Sector Eléctrico Paraguayo - CIGRE. Asunción - Paraguay.
- 2006 - “A Parallel Multi-criterion Evolutionary Approach for Pension Fund Asset Liability Management”, con C. von Lucken, F. Laufer, M. Rojas, M. Escurra y W. Delgado. Computational Intelligence in Economics and Finance - CIEF. 9th Joint Conference on Information Sciences – JCIS’2006. Kaohsiung - Taiwán.
- 2006 - “Multiobjective Reactive Power Compensation with an Ant Colony Optimization Algorithm”, con P. Gardel y U. Fernández. 8th IEE International Conference on AC and DC Power Transmission - ACDC 2006. Londres – Gran Bretaña.
- 2006 - “Optimización Multiobjetivo basada en Colonia de Hormigas”, con H. Martínez y J. Paciello. Revista de la Sociedad Científica del Paraguay. Tercera época – Año XI, N° 20. Asunción - Paraguay.
- 2006 - “Equipo Paralelo de Algoritmos Evolutivos Multiobjetivo”, con J.M. Fernández. Revista de la Sociedad Científica del Paraguay. Tercera época – Año XI, N° 19. Asunción - Paraguay.
- 2005 - “Multi-objective pump scheduling optimisation using evolutionary strategies”, con C. von Lucken y A. Sotelo. Special Issues of Computers & Structures. Advances in Engineering Software Journal. Elsevier Science Ltd.[2]
- 2005 - “Solving Multiobjective Multicast Routing Problem with a New Ant Colony Optimization Approach”, con D.P. Pinto. IFIP/ACM Latin-American Networking Conference - LANC 2005, Cali - Colombia.
- 2005 - “A Multitree Approach for Multicast Routing”, con J. Prieto y J. Crichigno. IFIP/ACM Latin-American Networking Conference - LANC 2005, Cali - Colombia.
- 2005 - “Hashing Based Traffic Partitioning in a Multicast-Multipath MPLS Network Model”, con X. Hesselbach, R. Fabregat, Y. Donoso y F. Solano. IFIP/ACM Latino-American Networking Conference - LANC 2005, Cali - Colombia.
- 2005 - “Multi-objective Optimization Scheme for Multicast Flows: a Survey, a Model and a MOEA Solution”, con R. Fabregat, Y. Donoso, F. Solano y J.L. Marzo. IFIP/ACM Latino-American Networking Conference - LANC 2005, Cali - Colombia.
- 2005 - “Equipo Elitista de Algoritmos Evolutivos Multiobjetivo”, con J. Fernández. XXXI Conferencia Latinoamericana de Informática – CLEI’2005. Cali – Colombia.
- 2005 - “Generalized Multiobjective Multitree model for Dynamic Multicast Groups”, con Y. Donoso, R. Fabregat, F. Solano, J.L. Marzo. IEEE ICC 2005. Seoul - Corea.
- 2005 - “Pump Scheduling Optimization using Asynchronous Parallel Evolutionary Algorithms”, con C. von Lucken y A. Sotelo. CLEI Electronic Journal (ISSN 0717-5000).
- 2005 - “Generalized Multiobjective Multitree model solution using MOEA”, con Y. Donoso, F. Solano, R. Fabregat y J.L. Marzo. WSEAS 2005, 6° International Conference on Evolutionary Computing. Lisboa, Portugal.
- 2005 - “Multi-Objective Multicast Routing based on Ant Colony Optimization”, con D. Pinto y R. Fabregat. Congreso Catalá de Inteligencia Artificial 2005 - CCIA'2005. L'Aguer - España.
- 2005 - “Enrutamiento Multicast Multiobjetivo basado en Colonia de Hormigas”, con D. Pinto. Revista de la Sociedad Científica del Paraguay, Tercera Época, Año X, N° 18. Asunción – Paraguay.
- 2005 - “Equipo Probabilístico de Algoritmos Evolutivos Multiobjetivo en Computación Paralela”, con J.M. Fernández. 34rd International Conference on Computer Science and Operational Research - JAIIO 2005. Rosario - Argentina.
- 2005 - “Multiobjective Max-Min Ant System. An application to Multicast Traffic Engineering”, con D.P. Pinto. 7th Argentine Symposium on Artificial Intelligence – ASAI 2005. Rosario - Argentina.
- 2005 - “Policies for Dynamical MultiObjective Environment of Multicast Traffic Engineering”, con F. Talavera y J. Crichigno. IEEE ICT 2005. Sudáfrica.
- 2005 - “Razones de Éxito de Optimización por Colonias de Hormigas en el Problema del Cajero Viajante” con O. Gómez. Revista de la Sociedad Científica delParaguay. Tercera Época. Año X, N° 17. Paraguay.
- 2005 - “Enrutamiento Multicast Multiobjetivos basado en Colonia de Hormigas”, con D. Pinto y H. Estigarribia. Encuentro Científico Tecnológico - ECT 2005. Ciudad del Este - Paraguay.
- 2005 - “Comparación del Omicron ACO con el SPEA en el problema de Compensación de Potencia Reactiva en un Contexto Multiobjetivo.”, con P. Gardel, U. Fernández y H. Estigarribia. Encuentro Científico Tecnológico - ECT 2005. Ciudad del Este - Paraguay.
- 2005 - “Equipo de Algoritmos Evolutivos Multiobjetivo Paralelos”, con J.M. Fernández. Encuentro Científico Tecnológico - ECT 2005. Ciudad del Este - Paraguay.
- 2005 - “Dispatch of Hydroelectric Generating Units using Multi-objective Evolutionary Algorithms”, con C.M. Villasanti y C. von Lücken. IEEE/PES T&D Latin America 2004. Sao Paulo – Brasil.
- 2005 - “Multiobjective Reactive Power Compensation with Voltage Security, an application of a multi-objective evolutionary algorithms to reactive power compensation”, con J. Vallejos, R. Ramos y U. Fernández. IEEE/PES T&D Latin America 2004. Sao Paulo – Brasil.
- 2004 - “Optimización Multiobjetivo para la Ubicación de Locutorios de Cabinas Telefónicas”, con N.Amarilla y C. Almeida. XXX Conferencia Latinoamericana de Informática – CLEI’2004. Arequipa – Perú.
- 2004 - Comparación de un sistema de colonias de hormigas y una estrategia evolutiva para un Problema Multiobjetivo”, con A. Hermosilla. XXX Conferencia Latinoamericana de Informática – CLEI’2004. Arequipa – Perú.
- 2004 - “Infraestructura de clave pública en un ccTLD empleando al DNS”, con P. Greenwood y R. Chaparro. XXX Conferencia Latinoamericana de Informática – CLEI’2004. Arequipa – Perú.
- 2004 - “Experimental Studies Using SOARA: An Approach to Reduce Alarm Rates on Streams of Intrusion”, con J. Levera y R. Grossman. XXX Conferencia Latinoamericana de Informática – CLEI’2004. Arequipa – Perú.
- 2004 - “Alternativa de Infraestructura de Clave Pública Basada en el uso de DNSSEC”, con R. Chaparro y P. Greenwood. XXX Conferencia Latinoamericana de Informática – CLEI’2004. Arequipa – Perú.
- 2004 - “Estudio del Espacio de Soluciones del Problema del Cajero Viajante”, con O. Gómez y P. Gardel. XXX Conferencia Latinoamericana de Informática – CLEI’2004. Arequipa – Perú.
- 2004 - “Relationship between Genetic Algorithms and Ant Colony Optimization Algorithms”, con O. Gómez. XXX Conferencia Latinoamericana de Informática – CLEI’2004. Arequipa – Perú.
- 2004 - “Omicron ACO”, con O. Gómez. XXX Conferencia Latinoamericana de Informática – CLEI’2004. Arequipa – Perú.
- 2004 - “Comparación de Algoritmos Evolutivos Multi-Objetivos”, con F. Talavera, J. Crichigno y J. Prieto. Congreso Argentino de Ciencias de la Computación - CACIC’2004. Bs. Aires – Argentina.
- 2004 - “Enrutamiento Multicast Utilizando Optimización Multiobjetivo”, con J. Prieto, J. Crichigno y F. Talavera. Congreso Argentino de Ciencias de la Computación - CACIC’2004. Bs. Aires – Argentina.
- 2004 - “Análisis del Omicron ACO con optimización local”, con P. Gardel y O. Gómez. Congreso Argentino de Ciencias de la Computación - CACIC’2004. Bs. Aires – Argentina.
- 2004 - “Algoritmos Evolutivos para Optimización Multiobjetivo: Un Estudio Comparativo en un Ambiente Paralelo Asíncrono”, con C. von Lucken y A. Hermosilla. Congreso Argentino de Ciencias de la Computación - CACIC’2004. Bs. Aires – Argentina.
- 2004 - “Reasons of ACO's Success in TSP”, con O. Gómez. ANTS’2004 – Fourth International Workshop on Colony Optimization and Swarm Intelligence. Bruselas - Bélgica.
- 2004 - “Multiobjective Multicast Routing Algorithm for Traffic Engineering”, con J. Crichigno. IEEE International Conference on Computers and Communication Networks - ICCCN’2004. Chicago, Estados Unidos.
- 2004 - “Algoritmo Evolutivo Multiobjetivo con Corrección de Radialidad para la Reconfiguración de Sistemas Eléctricos de Distribución”, con N. Cáceres y E. C. Viveros. Conferencia Brasilera de Automática – CBA 2004, Gramado, Brasil.
- 2004 - “A Multicast Routing Algorithm Using Multiobjective Optimization”, con J.Crichigno. IEEE “11th International Conference on Telecommunications – ICT’04”. Ceará- Brasil.
- 2004 - “Multiobjective Multicast Routing Algorithm”, con J.Crichigno. IEEE “11th International Conference on Telecommunications – ICT’04”. Ceará- Brasil.
- 2004 - “Argumnents of ACO Success”, con O.Gómez, “Genetic and Evolutionary Computation Conference – GECCO 2004”. Seattle, Washington. Estados Unidos.
- 2004 - "Experimental Studies Using Median Polish Procedure to Reduce Alarm Rates in Data Cubes of Intrusion Data”, con J. Levera y B. Grossman, “2nd Symposium on Intelligence and Security Informatics”, Tucson, Arizona. Estados Unidos.
- 2003 - "Ampliación de Redes de Telefonía Básica”, con C. Almeida y N. Amarilla, Tercer Congreso Iberoamericano de Telemática - CITA, Montevideo, Uruguay.
- 2003 - "Telecommunication Network Design with Parallel Multi-objective Evolutionary Algorithms”, con S. Duarte y D.Benítez, IFIP/ACM Latin America Networking Conference, La Paz, Bolivia.
- 2003 - "Optimización Multiobjetivo en la Planificación de Centrales Telefónicas”, con C. Almeida y N. Amarilla, XXIX Conferencia Latinoamericana de Informática CLEI, La Paz, Bolivia.
- 2003 - "Pump Scheduling Optimisation Using Parallel Multiobjective Evolutionary Algorithms”, con C. Von Lucken, XXIX Conferencia Latinoamericana de Informática CLEI, La Paz, Bolivia.
- 2003 - ”Comparación de un Sistema de Colonias de Hormiga y una Estrategia Evolutiva para el Problema del Ruteo de Vehículos con Ventanas de Tiempo en un Contexto Multiobjetivo”, con A. Hermosilla, IX Jornadas Iberoamericanbas de Informática, Cartagena de Indias, Colombia.
- 2003 - “A Multiobjective Ant Colony System For Vehicle Routing Problem With Time Windows”, con M. Schaerer, IASTED International Conference on Applied Informatics, Innsbruck, Austria.
- 2002 - “Models for Parallel and Distributed Computation", Kluwer Academic Publishers, en calidad de co-autor. Volumen 67 de la serie de libros sobre “Applied Optimization.” ISBN 1-4020-0623-3.
- 2002 - “Colonia de Hormigas en un Ambiente Paralelo Asíncrono” con M. Almirón, XXVIII Conferencia Latinoamericana de Informática CLEI’2002, Montevideo - Uruguay.
- 2002 - “Multiobjective Evolutionary Algorithms in Pump Scheduling Optimisation ", con A. Sotelo y C. von Lucken. Third International Conference on Engineering Computational Technology ECT-2002. Praga, República Checa.
- 2002 - “Solving Electrical Power Load Flow Problems Using Intervals", con E. A. Martínez y T. A. Diverio, 2002 SIAM Workshop on Validated Computing. Toronto, Canadá.
- 2001 - “Multiple-Objective Reactive Power Compensation", con J. Vallejos, R. Ramos y U. Fernández, 2001 IEEE/PES Transmisión and Distribution Conference, Atlanta, Estados Unidos.
- 2001 - “Multipleobjective Network Design Optimisation using Parallel Evolutionary Algorithms” con S. Duarte, XXVII Conferencia Latinoamericana de Informática CLEI’2001, Mérida Venezuela.
- 2001 - “Reactive Power Compensation using a Multiobjective Evolutionary Algorithm", con J. Vallejos, R. Ramos y U. Fernández, IEEE Power Tech’2001, Porto, Portugal.
- 2001 - “Improved AntNet Routing", invited paper de la Conferencia sobre Comunicaciones de Datos en América Latina y el Caribe - ACM SIGCOMM, San José de Costa Rica. Publicado en Supplement to Computer Communication Review, Volumen 31, Número 2, abril – 2001.
- 2001 - “Steganographic Watermarking for Documents", con S. Gómez y V. Bogarín, Hawaii International Conference on Systems Sciences HICSS’2001, Hawái - Estados Unidos.
- 2001 - "Fuzzy Clusstering. Criterion to Class Depuration", con A. Rojas, Jornadas Chilenas de Computación – 2001, Punta Arenas, Chile.
- 2001 - "Optimización de los Costos de Bombeo en Sistemas de Suministro de Agua mediante un Algoritmo Evolutivo Multiobjetivo Combinado ", con A. Sotelo, XV Congreso Internacional de Ingeniería Hidráulica, Concepción, Chile.
- 2001 - "Sistema Paralelo de Hormigas ", con M. Almirón, Jornadas de Telecomunicaciones – Congreso Internacional de Tecnologías y Aplicaciones Informáticas, JIT-CITA 2001, Asunción, Paraguay.
- 2001 - "Multi-objective Evolutionary Algorithms. Experimental Comparison ", con C. von Lucken, Jornadas de Telecomunicaciones – Congreso Internacional de Tecnologías y Aplicaciones Informáticas, JIT-CITA 2001, Asunción, Paraguay.
- 2001 - "Multi-Objective Optimization in Reactive Power Compensation ", con J. Vallejos y R. Ramos, Jornadas de Telecomunicaciones – Congreso Internacional de Tecnologías y Aplicaciones Informáticas, JIT-CITA 2001, Asunción, Paraguay.
- 2001 - "Algoritmos Evolutivos Multiobjetivo Combinados para la Optimización de la Programación de Bombeo en Sistemas de Suministro de Agua ", con A. Sotelo, J. Basualdo y P. Doldán, Jornadas de Telecomunicaciones – Congreso Internacional de Tecnologías y Aplicaciones Informáticas, JIT-CITA 2001, Asunción, Paraguay.
- 2001 - " Algoritmos Evolutivos para el Diseño de Redes Económicas y Confiables", con S. Duarte, Jornadas de Telecomunicaciones – Congreso Internacional de Tecnologías y Aplicaciones Informáticas, JIT-CITA 2001, Asunción, Paraguay.
- 2000/1 - “AntNet: Routing Algorithm for Data Networks based on Mobile Agents", con R. Sosa, Argentine Symposium on Artificial Intelligence ASAI-2000, Tandil – Argentina (2000). Trabajo seleccionado entre los tres mejores de la conferencia para re-print en la Revista Iberoamericana de Inteligencia Artificial, publicada por la Asociación Española para la Inteligencia Artificial (AEPIA), con ISSN 1137-3601, páginas 75-84 (2001).
- 2001 - “A New Approach for Antnet Routing", con R. Sosa, International Conference on Computer Communication and Networks IEEE ICCCN-2000, Las Vegas - Estados Unidos.
- 2000 - “Interval Newton/Generalized Bisection in the resolution of Electrical Power Load Flow Problem", con E.A. Martínez y T.A. Diverio, SCAN-2000, Karlsruhe - Alemania.
- 2000 - “Colonias Distribuidas de Hormigas en un Entorno Paralelo Asíncrono", con M. Almirón, XXVI Conferencia Latinoamericana de Informática CLEI-2000, Ciudad de México.
- 2000 - “Diseño Económico de Redes confiables empleando A-Teams", con F. Laufer, XXVI Conferencia Latinoamericana de Informática CLEI-2000, Ciudad de México.
- 2000 - “Resolución Paralela Intervalar del Problema de Flujo de Potencia Eléctrica basada en el Método de Newton Intervalar con Bisección Generalizada", con E.A. Martínez y T.A. Diverio, XXVI Conferencia Latinoamericana de Informática CLEI-2000, Ciudad de México.
- 1999 - “Topological Optimization of Reliable Networks using A-Teams", con F. Laufer, Focus Symposium: “Architecture, Tools and Algorithm for Networks, Parallel and Distributed Systems”, Conferencia Internacional Systemics, Cybernetics and Informatics SCI’99, Orlando - Florida, Estados Unidos.
- 1999 - “Measurement and Analysis of Poverty and Welfare using Fuzzy Sets", en coautoría con A.Rojas, D.Britez y L.Barán, Conferencia Internacional Systemics, Cybernetics and Informatics SCI’99, Orlando - Florida, Estados Unidos. Trabajo realizado en el marco del Proyecto MECOVI, con auspicios de la DGEEyC de la STP, el Banco Mundial y el BID.
- 1999 - “Sistema Distribuido de Hormigas para el problema del Cajero Viajante", con M. Almirón y E. Chaparro, XXV Conferencia Latinoamericana de Informática – CLEI’99. Asunción - Paraguay.
- 1999 - “Descomposición Automática de Dominio en la resolución paralela del Problema Meteorológico del Frente Frío ", con R. Ramos y E. Kaszkurewicz, XXV Conferencia Latinoamericana de Informática – CLEI’99. Asunción - Paraguay.
- 1999 - “Matemática Intervalar en la Resolución del Problema del Flujo de Potencia Eléctrica", con E. Martínez y T.A. Diverio, XXV Conferencia Latinoamericana de Informática – CLEI’99. Asunción - Paraguay.
- 1999 - “Sellos Digitales para Documentos", con G. Gómez y V. Bogarín, XXV Conferencia Latinoamericana de Informática – CLEI’99. Asunción - Paraguay.
- 1999 - “Optimización distribuida basada en colonias de hormigas", con M Almirón, Revista de la Sociedad Científica del Paraguay. Año IV, Tercera Época, N° 6 y 7, junio de 1999.
- 1998 - “A-Teams en la Optimización del Caudal Turbinado de una Represa Hidroeléctrica", con E. Chaparro y N. Cáceres, Conferencia Iberoamericana de Inteligencia Artificial IBERAMIA-98, Lisboa - Portugal.
- 1998 - “Hydroelectric optimization using A-Teams", en coautoría con E. Chaparro y N. Cáceres, EPSOM-98 (International Conference in Electrical Power System Operation and Management), Zúrich – Suiza.
- 1998 - “Combinación de métodos numéricos con técnicas de inteligencia artificial”, con E. Chaparro. Revista de la Sociedad Científica del Paraguay, Año III, Tercera Época N° 4 y 5, diciembre - 1998, pg. 119-139.
- 1998 - “Caracterización del Backbone ATM de la Red Metropolitana del Sector Público Paraguayo", en coautoría con S. Aguayo. XXIV Conferencia Latinoamericana de Informática – PANEL’98. Quito – Ecuador.
- 1998 - “Heuristic Partitioning Algorithm with Partial Overlapping for a System of Equations Distributed Solution", en coautoría con D. Benítez, Focus Symposium: “Architecture, Tools and Algorithm for Networks, Parallel and Distributed Systems”, en el marco de la conferencia internacional SCI’98 (Systemics, Cybernetics and Informatics), Orlando - Florida, Estados Unidos.
- 1998 - “Partición de Sistemas de Ecuaciones en Subsistemas menores para su Resolución Distribuida”, en coautoría con D. Benítez. Revista de la Sociedad Científica del Paraguay. Tercera Época N° 3.
- 1997 - “Algoritmos Asíncronos combinados en un Ambiente Heterogéneo de Red", en coautoría con E. Chaparro, XXIII Conferencia Latinoamericana de Informática organizada por CLEI, SCCC, UTFSM y la UCV, Valparaíso - Chile.
- 1997 - “Métodos Combinados para Sistemas Distribuidos”, Revista de la Sociedad Científica del Paraguay, Año I, Tercera Época N° 2, junio - 1997, pg. 29-40.
- 1997 - “Partición de Sistemas Eléctricos en Subsistemas Menores para su Resolución Distribuida”, en coautoría con D.Benítez y R.Ramos, VII Encuentro Regional Latinoamericano de la CIGRE - VII erlag, Puerto Iguazú - Argentina.
- 1997 - “Algoritmos Genéticos Asíncronos Combinados para una Red Heterogénea de Computadoras”, en coautoría con E. Chaparro, I Simposio de Inteligencia Artificial - CIMAF’97, La Habana - Cuba.
- 1997 - “Parallel Asynchronous Team Algorithms: Convergence and Performance Analysis”, en coautoría con E. Kaszkurewicz y A. Bhaya. IEEE Transactions on Parallel & Distributed Systems, Vol.7, N° 7, julio de 1996, pg. 677-688. (Resumen en HomePage de la IEEE, URL: http://www.computer.org/pubs/tpds/).
- 1996 - “Solving the Point of Collapse Problem using a Heterogeneous Computer Network”, en coautoría con F. Cardozo, J. Atlasovich y C. Schaerer. International Conference on Information Systems, Analysis and Synthesis - ISAS´96. Orlando - Florida, Estados Unidos.
- 1996 - “Partición de sistemas de ecuaciones para su resolución distribuida”, en coautoría con los alumnos D. Benítez y R. Ramos. XXI Conferencia Latinoamericana de Informática - PANEL´96, Bogotá - Colombia.
- 1995 - “Team Algorithms in Distributed Load Flow Computations”, en coautoría con E. Kaszkurewicz y D.M. Falcão. IEE Proceedings on Generation, Transmission and Distribution. Vol. 142, N° 6, Londres - Gran Bretaña - noviembre/1995, pg. 583-588.
- 1995 - "Cálculo del Punto de Colapso utilizando Team Algorithms", en coautoría con los alumnos C. Schaerer y J. Atlasovich. XXI Conferencia Latinoamericana de Informática, XV Congreso de la Sociedad Brasilera de Computación y XXII Simposio de Hardware y Software. Canelas - Río Grande del Sur - Brasil.
- 1995 - “Reducción del Tiempo de Búsqueda utilizando una Combinación de Algoritmos Genéticos y Métodos Numéricos”, en coautoría con los alumnos N.Cáceres y E.Chaparro, XV International Conference of the Chilean Computer Science Society. Arica, Chile.
- 1994 - "Component Solution Method in a Parallel Asynchronous Environment", en coautoría con E. Kaszkurewicz. XX Conferencia Latinoamericana de Informática. Ciudad de México - México.
- 1993 - "Study of Parallel Asynchronous Team Algorithms". Tesis Doctoral defendida en el Departamento de Ingeniería de Sistemas y Computación de la Universidad Federal de Río de Janeiro - Brasil.
- 1993 - "Distributed Asynchronous Team Algorithms: Application to the Load Flow Problem", en coautoría con E. Kaszkurewicz y A. Bhaya. XIX Conferencia Latinoamericana de Informática. 22as Jornadas Argentinas de Informática e Investigación Operativa. Bs. Aires - Argentina.
- 1993 - "TEAM ALGORITHMS. Algoritmos Combinados Paralelos Asíncronos". Revista de la Universidad Nacional de Asunción, Año 4, No. 4, Dic. 93.
- 1992 - "Team Algorithms. Una aplicación para Flujo de Potencia Eléctrica", en coautoría con D.M. Falcão, XVIII Conferencia Latinoamericana de Informática. Las Palmas de Gran Canaria - España.
- 1991 - "Confiabilidade de Sistemas Computacionais: Sistema SCADA de ITAIPU", (en coautoría). "Seminário Nacional de Producão e Transmissão de Energía Elétrica: XI SNPTEE". Cigré. Río de Janeiro, Brasil.
- 1990 - "Algoritmo Tipo Gradiente: Uma Proposta para Sistemas Computacionais Paralelos Parcialmente Assíncronos", con R.Corrêa, XVI Conferencia Latinoamericana de Informática. Asunción - Paraguay.
- 1987 - "Informática y Cooperación. Una perspectiva”, en coautoría, XIII Conferencia Latinoamericana de Informática. Bogotá - Colombia.
- 1987 - "Adaptive Digital Filter in the Frequency Domain", presentado en el seminario realizado en "Northeastern University". Boston - USA, marzo de 1987.
- 1982 - "Comunicaciones por Fibras Ópticas". Tesis en Ingeniería Electrónica. Asunción - Paraguay.

## Actividad profesional
- 1998-hoy	Director propietario de la Consultora Barán y Asociados.
- 2011-2012	Coordinador de Centros de Innovación Científica y Tecnológica del Parque Tecnológico de ITAIPU. Antes, Asesor Científico y Tecnológico.
- 2010-2011	Asesor Informático de Nueva Americana con énfasis en la implementación de un Centro de Distribución basado en un WMS (Warehouse Management Systems).
- 2010-2011	Sistema Informático para la Escuela Judicial del Consejo de la Magistratura. Programa de Fortalecimiento del Sistema de Justicia, con financiamiento del Préstamo BID N.º 1723/OC-PR.
- 2005-2011	Desarrollo e implementación de sistemas informáticos para la Caja de Jubilaciones de Itaipú – CAJUBI.
- 2005-2011	Implementación de un sistema de workflow para las oficinas de PNUD (Programa de las Naciones Unidas para el Desarrollo) en Asunción – Paraguay.
- 1998-2009	Asesor en Comunicaciones y Auditor Informático de la cadena de supermercados Super-6. Responsable por el Plan Estratégico en Tecnología, el desarrollo de sistemas (en Oracle) y de la creación del Departamento de Tecnología, donde se desempeña como auditor tecnológico.
- 2002-2007	Asesoramiento técnico, apoyo a la infraestructura tecnológica, análisis de sistemas y desarrollo de software (en.NET) para el Proyecto de Digitalización del Estudio Jurídico Berkemeyer.
- 2003-2007	Asesoramiento técnico, apoyo a la infraestructura tecnológica, análisis de sistemas y desarrollo de software para Transcom S.A.
- 2005-2006	Consultor de la Unión Internacional de Telecomunicaciones – UIT (con sede en Ginebra – Suiza) para el diseño del sistema de información institucional de CONATEL.
- 2005	Consultor de Telecomunicaciones de COPACO S.A.
- 2004-5	Diseño del Sistema de Radiocomunicaciones para 5 departamentos y del Centro Nacional de Radiocomunicaciones. Ministerio de Salud Pública y Bienestar Social, en el marco del Convenio de Préstamo 1006 OC-PR – UCP/BID, como consultor del BID. Responsable técnico de la Licitación Pública Internacional 02/2004.
- 2003-4	Asesoramiento técnico, consultoría y planeamiento estratégico de NEXO S.A.
- 2002-3	Consultor del proyecto de microinformática de la ITAIPU BINACIONAL.
- 1998-2003	Asesor Informático y de Comunicaciones de la cooperativa Coomecipar. Responsable por las especificaciones técnicas del proyecto de modernización de equipos, redes y sistema de comunicaciones. Auditor del desarrollo de sistemas informáticos y precursor del proyecto de seguridad.
- 2001/2	Proyecto, fiscalización y certificación del cableado estructurado para el edificio nuevo de la Cooperativa Universitaria.
- 2001/2	Consultor del proyecto PAR/01/004, colaborando con el diseño y la preparación de los pliegos de licitación para una red nacional de telecomunicaciones que amplíe los servicios de la RMSP a importantes puntos del interior del país, incluyendo todas las capitales departamentales.
- 2000-2002	Proyecto de diseño e implementación del Sistema de Información Comercial. Ministerio de Industria y Comercio, en el marco del Convenio ATN/SF-5888-PR.
- 2001-2002	Desarrollo del software e implementación de sistemas para proyectos de Telecel.
- 2000-2001	Consultor en Seguridad Informática y Redes de Computadoras. Banco Sudameris.
- 2000-2001	Asesor informático por el PNUD (Naciones Unidas) para el proyecto de Modernización del Poder Judicial, en el marco del Proyecto PAR97/017, apoyando a la Corte Suprema de Justicia y la Fiscalía General del Estado.
- 1999-2002	Consultor de comunicaciones del Proyecto de Salud Materna y Desarrollo Integral del Niño/a del Ministerio de Salud Pública y Bienestar Social. Responsable por la redacción del Plan Director de Comunicaciones, el proyecto de radio-comunicaciones y la creación de un Departamento de Comunicaciones en el MSPyBS.
- 1999 - 2001	Proyecto de comunicaciones para la interconexión de las agencias de la empresa Ntra. Sra. de la Asunción, integrando oficinas de Chile, Argentina, Brasil y Paraguay.
- 1994-2007	Coordinador de Investigación del Centro Nacional de Computación de la Universidad Nacional de Asunción (CNC-UNA). Director de varios proyectos de investigación en el área de Sistemas Distribuidos.
- 2000	Asesor del Supermercado Arco Iris de Ciudad del Este.
- 1999-2000	Consultor del proyecto de Fortalecimiento de la Superintendencia de Bancos del Paraguay, en el marco del convenio ATN/MT-5479-PR, desarrollando el sistema informático para generar el Boletín Estadístico.
- 1999	Asesor Informático del Proyecto de Modernización del Registro del Estado Civil, por la Agencia Especializada de la OEA.
- 1999	Consultor del proyecto de Gerencia Integrada de Recursos de Comunicaciones e Informática de la Itaipú Binacional. Curitiba - Brasil.
- 1999	Auditor Informático del Banco del Paraná por la consultora Rubinsztein & Guillén.
- 1998-99	Asesor Informático y en Comunicaciones de la empresa London Import.
- 1998-99	Consultor en Sistemas de Información para el proyecto de Modernización del Registro del Estado Civil del Paraguay, en colaboración con la Agencia Especializada de la Organización de Estados Americanos (OEA).
- 1998	Asesor tecnológico de la Financiera Familiar, en proyectos de comunicaciones y capacitación.
- 1998	Asesor informático del Club Centenario para proyecto de modernización en comunicaciones.
- 1998	Asesor informático de la empresa C.G.L., en el proyecto de modernización informática.
- 1998	Consultor Informático en el Proyecto de Racionalización en el Uso de la Tierra (PRUT) del Sistema Nacional de Catastros (SNC), por la empresa Kadaster de Holanda.
- 1995-98	Consultor Nacional del PNUD en el área de Comunicaciones. Responsable por el diseño, la redacción del pliego de licitación y la implementación de la Red Metropolitana del Sector Público (RMSP). Coordinador del Proyecto conforme Resolución M.H. N° 1946 del 5/nov/96. Coordinador Técnico del Proyecto de la Red Nacional del Sector Público paraguayo por Resolución M.H. N° 354 del 19/mar/98.
- 1995	Consultor Nacional del PNUD (Naciones Unidas) para el proyecto de Comunicaciones de la Super-Intendencia de Bancos y el Banco Central Paraguay, como responsable por el diseño del cableado estructurado del BCP y asesor del pliego técnico de licitación.
- 1994-95	Presidente de la empresa Netsystem S.A, distribuidor oficial de los sistemas computacionales Hewlett-Packard y de los servicios de comunicación de AT&T EasyMail para el Paraguay, con actuación en áreas de telecomunicaciones, redes de computadoras, workstations, Cliente/Servidor y ambiente Unix.
- 1993-94	Asesor en Informática S.A., realizando trabajos de consultoría y evaluación de sistemas en las áreas de computación y comunicaciones, como el realizado en el Banco Central del Paraguay para definir las redes locales y extendidas del BCP y su interconexión con el sistema financiero paraguayo.
- 1988-90	Consultor por Informática S.A. participando del Proyecto SCADA/EMS de ITAIPU, colaborando en la elaboración de las especificaciones técnicas y workstatement. Participación en el desarrollo del software de Pre y Pos-operación. Río de Janeiro - Brasil, con trabajos en Viena - Austria.
- 1987-88	Consultor Científico del Laboratorio de Electrónica Digital (LED) de la Universidad Católica del Paraguay. Coordinador de varios proyectos en el área de electrónica.
- 1983-88	Jefe del Laboratorio de Electrotécnica de la Facultad de Ingeniería de la UNA.
- 1983-88	Jefe de los Laboratorios de Transmisiones y Conmutación del Instituto Paraguayo de Telecomunicaciones, IPT - ANTELCO.
- 1979-82	Ayudante del Laboratorio de Física de la Facultad de Ingeniería, UNA.

## Repercusión Periodística [Diario ABC Color - Ciencia del Sur - Paraguay]
- El D.Sc. Ing. Benjamín Barán Cegla, destacado científico paraguayo y docente de la Facultad de Ingeniería de la Universidad Nacional de Asunción y de la Universidad Católica, dictó ayer en México la conferencia central del CCIS (Conference of Computational Interdisciplinary Sciences), organizada por la Pan-American Association of Computational Interdisciplinary Sciences – PACIS.[3]

- Una investigación de ingenieros paraguayos figura entre los 25 artículos más consultados de la revista científica Advances in Engineering Software, de la prestigiosa editorial científica Elsevier. Se trata de un modelo matemático que utiliza algoritmos evolutivos para resolver el problema del encendido y apagado óptimo de las bombas hidráulicas. El artículo, que se titula “Multi-objective pump scheduling optimisation using evolutionary strategies” (Optimización de la programación de una bomba multiobjetiva usando estrategias evolutivas),[2] es de la autoría de los ingenieros paraguayos Christian von Lücken, Aldo Sotelo y Benjamín Barán. El trabajo nació cuando Christian von Lücken realizaba su tesis de maestría en Ingeniería de Sistemas, y Aldo Sotelo, su tesis en Ingeniería Civil. Ambos estudiaban en la Universidad Nacional de Asunción (UNA) y desarrollaban sus trabajos bajo la coordinación del Doctor en Ingeniería, Benjamín Barán, coordinador de Investigación del Centro Nacional de Computación de la UNA.

- Un galardonado y productivo científico paraguayo presidirá el CONACYT